# Spaans voetbalelftal (mannen)
Het Spaans voetbalelftal is een team van voetballers dat Spanje vertegenwoordigt in internationale wedstrijden. De nationale selectie heeft als bijnamen La Selección (De Selectie), La Furia Roja (De Rode Woede) en La Roja (De Rode). De Koninklijke Spaanse Voetbalfederatie (RFEF) werd in 1913 opgericht. Op 28 augustus 1920 debuteerde Spanje met een 1-0 overwinning tegen Denemarken. Het land werd eenmaal wereldkampioen in 2010, werd viermaal Europees kampioen in 1964, 2008, 2012, 2024 (een record) en won eenmaal de UEFA Nations League in 2023.

## Geschiedenis

### 1920 - 1936 de beginjaren

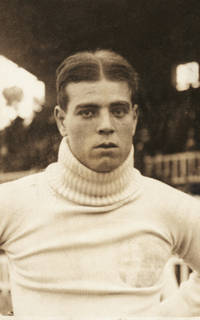
Ricardo Zamora

In 1920 speelde Spanje zijn eerste internationale wedstrijd en dat was meteen op het belangrijkste internationale toernooi van dat moment, de Olympische spelen in Antwerpen. In de eerste ronde werd met 1-0 van Denemarken gewonnen, maar in de kwartfinale was België met 3-1 te sterk. Spanje speelde als verliezend kwartfinalist een extra toernooi om zilver te halen. Na zeges op Zweden, Italië en Nederland werd dit doel bereikt. In 1924 en 1928 was een wedstrijd tegen Italië het eindstation op de Olympische Spelen, in 1928 leed Spanje zijn grootste nederlaag tot nu toe, tegen de Italianen. Symbool voor dit team was doelman Ricardo Zamora, bijgenaamd "de Goddelijke". Hij werd gezien als de beste doelman van de wereld.
In 1934 plaatste Spanje zich voor het tweede WK, in Madrid boekte Spanje een ruime zege op Portugal (9-0), waarna de replay een formaliteit was. In de achtste finale tegen Brazilië nam Spanje al na een half uur een 3-0 voorsprong, om uiteindelijk met 3-1 te zegevieren, José Iraragorri scoorde tweemaal. De tegenstander in de kwartfinale, het gastland Italië, stond onder hoogspanning, omdat dictator Benito Mussolini alleen genoegen nam met de wereldtitel. Er waren twee wedstrijden nodig om een winnaar aan te wijzen, beide wedstrijden kenmerkten zich door ruw spel. De eerste wedstrijd eindigde in 1-1, Zamora viel uit door een blessure en zou niet meer in actie komen gedurende het toernooi. In de replay vielen nog eens drie Spanjaarden uit, Italië won door een doelpunt van Giuseppe Meazza, de Zwitserse scheidsrechter Rene Mercet werd voor het leven geschorst vanwege partijdig fluiten. Twee jaar later brak de Spaanse Burgeroorlog uit en Spanje kon niet deelnemen aan de Olympische Spelen van Berlijn en het WK in Frankrijk, twee jaar later.

### 1949 - 1962 Spanje blijft achter op wereldwijde hegomonie Real Madrid

#### WK 1950
Spanje plaatste zich opnieuw ten koste van Portugal voor een eindtoernooi, het WK van 1950 in Brazilië. Spanje had pech met de loting, het werd ingedeeld met Engeland, dat voor de eerste keer mee deed, slechts één ploeg zou zich plaatsen voor de finalepoule. Op de eindronde begon Spanje met overwinningen op de Verenigde Staten en Chili en omdat Engeland volslagen onverwachts verloor van de Verenigde Staten zou Spanje genoeg hebben aan een gelijkspel. Voor 74.000 toeschouwers in het zojuist gebouwde Maracană stadion zorgde Telmo Zarra vlak na rust voor de beslissing: 1-0 voor Spanje. In de finalepoule begon Spanje met een 2-2 gelijkspel tegen Uruguay, waarbij Estanislau Basora beide doelpunten scoorde. Kansloos was de ploeg tegen een ontketend Brazilië, dat voor 153.000 toeschouwers met 6-1 won. Spanje zou genoeg hebben aan een gelijkspel tegen Zweden om derde te worden, maar ook deze wedstrijd ging verloren: 3-1. Het zou zestig jaar duren voor Spanje weer de halve finale van een WK-toernooi zou bereiken.

#### WK 1954
Voor de loting in de kwalificatie voor het WK van 1954 leek Turkije geen groot obstakel, maar na een duidelijke zege in Madrid volgde een nipte nederlaag in Istanboel. Aangezien het doelsaldo nog niet doorslaggevend was, volgde een beslissingswedstrijd in Rome, waar beide ploegen in de wedstrijd voorkwamen, maar uiteindelijk eindigde de wedstrijd in een 2-2 gelijkspel. Een 14-jarig jongetje bezegelde het lot van Spanje met een muntstuk, een zwarte bladzijde voor het Spaanse voetbal, dat een van de weinige landen leek die de favoriete Hongaren zou kunnen weerstaan.

#### WK 1958

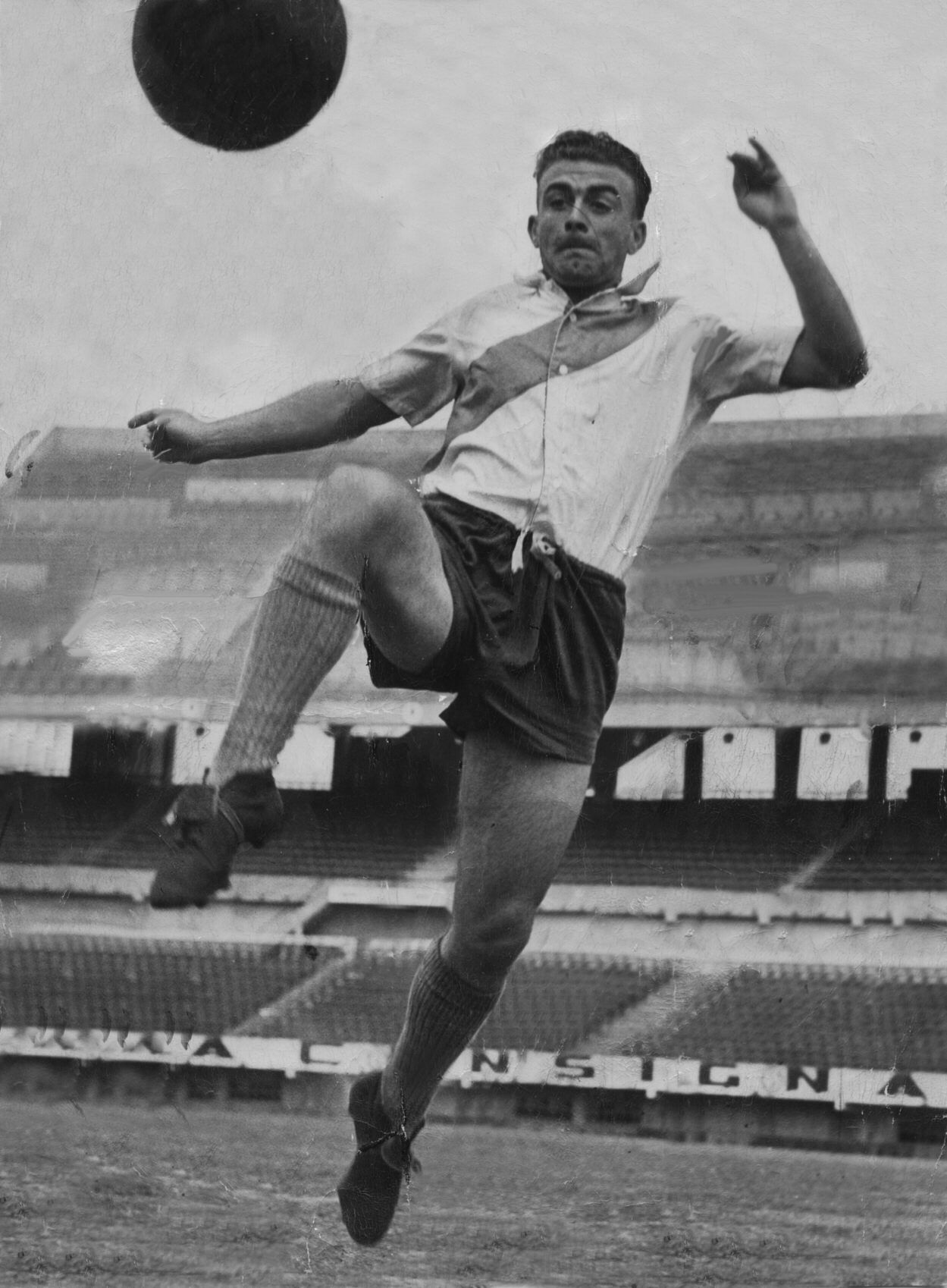
Alfredo di Stefano

Ondertussen was Real Madrid uitgegroeid tot een grote club met de Argentijn Alfredo Di Stéfano als spelverdeler. Real Madrid won de eerste vijf edities van de Europa Cup der Landskampioenen, van 1956 tot en met 1960. Di Stefano, die zowel voor het Argentijnse als het Colombiaanse elftal had gespeeld naturaliseerde zich tot Spanjaard en was speelgerechtigd mee te doen voor de kwalificatie voor het WK in 1958. De ploeg kende een valse start met een gelijkspel thuis tegen Zwitserland en een nederlaag tegen Schotland. De twee overige wedstrijden tegen dezelfde tegenstanders werden beide met 4-1 gewonnen, maar omdat Schotland tweemaal van Zwitserland won bleef Spanje thuis.

#### EK 1960
In de eerste editie van het EK was Polen de eerste tegenstander, met zeges van 2-4 en 3-0 plaatste Spanje zich eenvoudig voor de kwartfinales. De tegenstander in de kwartfinale leverde een probleem op, de Sovjet-Unie was tijdens de Spaanse burgeroorlog een tegenstander van dictator Francisco Franco en het land had geen diplomatieke betrekkingen met Spanje. Terwijl de spelers op het vliegveld stonden om naar Moskou te vertrekken, besloot men van hogerhand (lees: Franco) de reis te annuleren en het team terug te trekken.

#### WK 1962
Voor het eerst in twaalf jaar plaatste Spanje zich voor een groot toernooi, het WK in Chili in 1962. Spanje versloeg eerst Wales door een zege in de uitwedstrijd en een gelijkspel in Madrid en daarna Marokko, twee keer met minimaal verschil. Tijdens dat WK liet ook de Hongaar Ferenc Puskás zich naturaliseren, het zou voor hem een nieuwe kans zijn op het behalen van de wereldtitel na de verrassende nederlaag tegen West-Duitsland, acht jaar eerder. Spanje begon het toernooi ongelukkig met een 1-0 nederlaag tegen Tsjecho-Slowakije, dankzij een benutte strafschop vlak voor tijd. Ook tegen Mexico liep het stroef, in de laatste minuut scoorde Joaquín Peiró het winnende doelpunt. De wedstrijd tegen wereldkampioen Brazilië moest gewonnen worden, Brazilië was sterk gehavend door een blessure van zijn sterspeler, Pelé. Spanje kwam in de eerste helft voor door een doelpunt van Abelardo en had kansen op meer succes. In de slotfase richtte de wereldkampioen zich op en na voorzetten van Zagallo en Garrincha scoorde uitgerekend de vervanger van Pelė, Amarillo, bijgenaamd de bezetene, tweemaal. Doordat Mexico verrassend van Tsjecho-Slowakije won, eindigde Spanje zelfs op de laatste plaats in deze groep. Het had weinig aan de genaturaliseerde sterspelers van Real Madrid, Di Stafano was geblesseerd en Puskas speelde alle wedstrijden, maar wist niet te scoren.

### 1962 - 1980 EK-titel in eigen land spaarzaam hoogtepunt

#### EK 1964

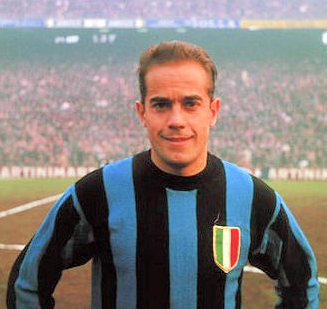
Luis Suárez

Na deze nieuwe teleurstelling nam Spanje afscheid van de genaturaliseerde spelers, de ploeg werd nu omgebouwd rond Luis Suárez, de spelverdeler van Inter Milan. In 1964 won hij met de ploeg de Europa Cup der landskampioenen ten koste van Real Madrid. Via play off-wedstrijden tegen Roemenië, Noord-Ierland en Ierland plaatste Spanje zich voor het EK en mocht het toernooi organiseren. De Sovjet-Unie was een van de vier deelnemers, er waren nog steeds geen diplomatieke betrekkingen, maar nu stond Franco toe de Sovjet-Unie toe te laten. Spanje had een verlenging nodig om Hongarije te verslaan, Amancio scoorde vijf minuten voor tijd het winnende doelpunt. In de finale was de Sovjet-Unie de tegenstander, Franco was aanwezig tijdens de finale. Na twee snelle goals van beide teams was de wedstrijd lang in een patstelling en leek opnieuw op verlenging af te stevenen, maar vijf minuten voor tijd scoorde Marcelino Martínez het winnende doelpunt. Het was de eerste internationale titel voor Spanje, het zou nog 44 jaar duren voor het volgende succes werd behaald.

#### WK 1966

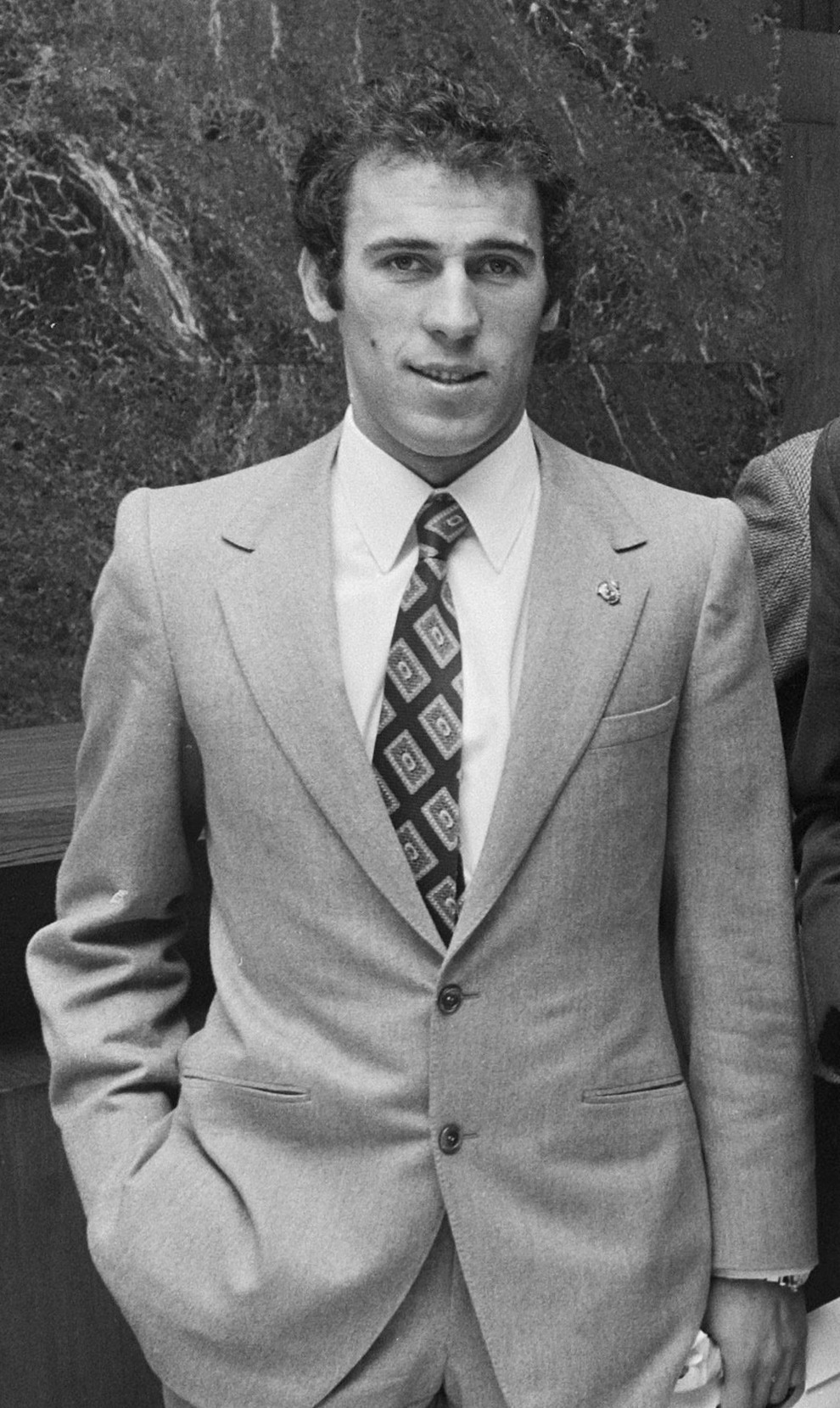
Amancio

Op het wereldkampioenschap speelde Spanje in de kwalificatie alleen tegen Ierland, omdat Syrië zich terugtrok. Spanje won met 4-1 in Madrid, maar verloor met 1-0 in Dublin en aangezien het doelsaldo niet toereikend was moest er een beslissingswedstrijd gespeeld worden. In Parijs kwalificeerde Spanje zich door een doelpunt van José Ufarte vlak voor tijd. Op het WK werd alleen van Zwitserland gewonnen, tegen zowel Argentinië als West-Duitsland werd een voorsprong weggegeven en met 2-1 verloren.

#### 1966 t/m 1976
Als titelverdediger voor het EK van 1968 begon Spanje zwak, in de drie uitwedstrijden werden geen overwinningen geboekt, van de belangrijkste concurrent Tsjecho-Slowakije werd verloren. Doordat Ierland in de laatste minuut onverwachts in Praag won, was Spanje alsnog gekwalificeerd voor de kwartfinales. In die kwartfinales was wereldkampioen Engeland twee keer te sterk: 1-0 en 1-2.
Voor het WK van 1970 was Spanje al na drie van de zes wedstrijden kansloos voor kwalificatie, na twee gelijke spelen was een nederlaag tegen België noodlottig. Het absolute dieptepunt was een 2-0 nederlaag tegen Finland. Voor het EK van 1972 was de Sovjet-Unie de enige concurrent voor kwalificatie, in Moskou werd met 2-0 verloren en in Mallorca kwam de ploeg niet verder dan een doelpuntloos gelijkspel. Kwalificatie voor het WK van 1974 moest afgedwongen worden via beslissingswedstrijden, de wedstrijden tegen Joegoslavië leverde geen winnaar op, beide landen wonnen van Griekenland met dezelfde cijfers, de beslissingswedstrijd in Frankfurt eindigde in een 1-0 nederlaag.
Spanje overleefde de groepsfase voor kwalificatie voor het EK van 1976 door als enige een keer te winnen van de naaste concurrenten Schotland en Roemenië; het begon de cyclus met een 1-2 overwinning in Glasgow. In de beslissende wedstrijd tegen Roemenië was een 2-2 gelijkspel genoeg om zich te plaatsen voor de kwartfinales. In de kwartfinale was wereldkampioen West-Duitsland te sterk, 1-1 in Madrid, 2-0 in München.

#### WK 1978
Spanje zat in een sterke groep met Joegoslavië en Roemenië, het won beide thuiswedstrijden en verloor met 1-0 in Roemenië. Spanje zou in de laatste wedstrijd genoeg hebben aan een 1-0 nederlaag om zich te plaatsen. Voor 60.000 toeschouwers in Belgrado liet Spanje zich niet gek maken en won met 0-1 door een doelpunt van Cano en plaatste zich voor het eerst sinds 1966 voor een internationaal toernooi. Op het WK in Argentinië beleefde de ploeg een valse start met een 2-1 nederlaag tegen Oostenrijk. In de tweede wedstrijd verzuimde Spanje Brazilië te verslaan, het schoot op de lat en Cardeñosa miste op onvoorstelbare wijze een niet te missen kans. Spanje won de laatste wedstrijd van Zweden, maar omdat Brazilië van Oostenrijk won had de zege geen waarde meer.

#### EK 1980
Joegoslavië en Roemenië waren opnieuw tegenstanders voor kwalificatie, ze kregen gezelschap van Cyprus voor kwalificatie voor het EK van 1980. De strijd was snel beslist in het voordeel van Spanje, dankzij een uitoverwinning op Joegoslavië en een overwinning en gelijkspel tegen Roemenië. Men zag het EK vooraf een generale repetitie voor het komende WK, wat het land zelf zou organiseren. Spanje begon het EK in Italië verdienstelijk met een 0-0 gelijkspel tegen het gastland, maar nederlagen tegen België en Engeland zorgden voor een voortijdige uitschakeling.

### 1980 - 1992 WK-flop in eigen land, 12-1 tegen Malta

#### WK 1982

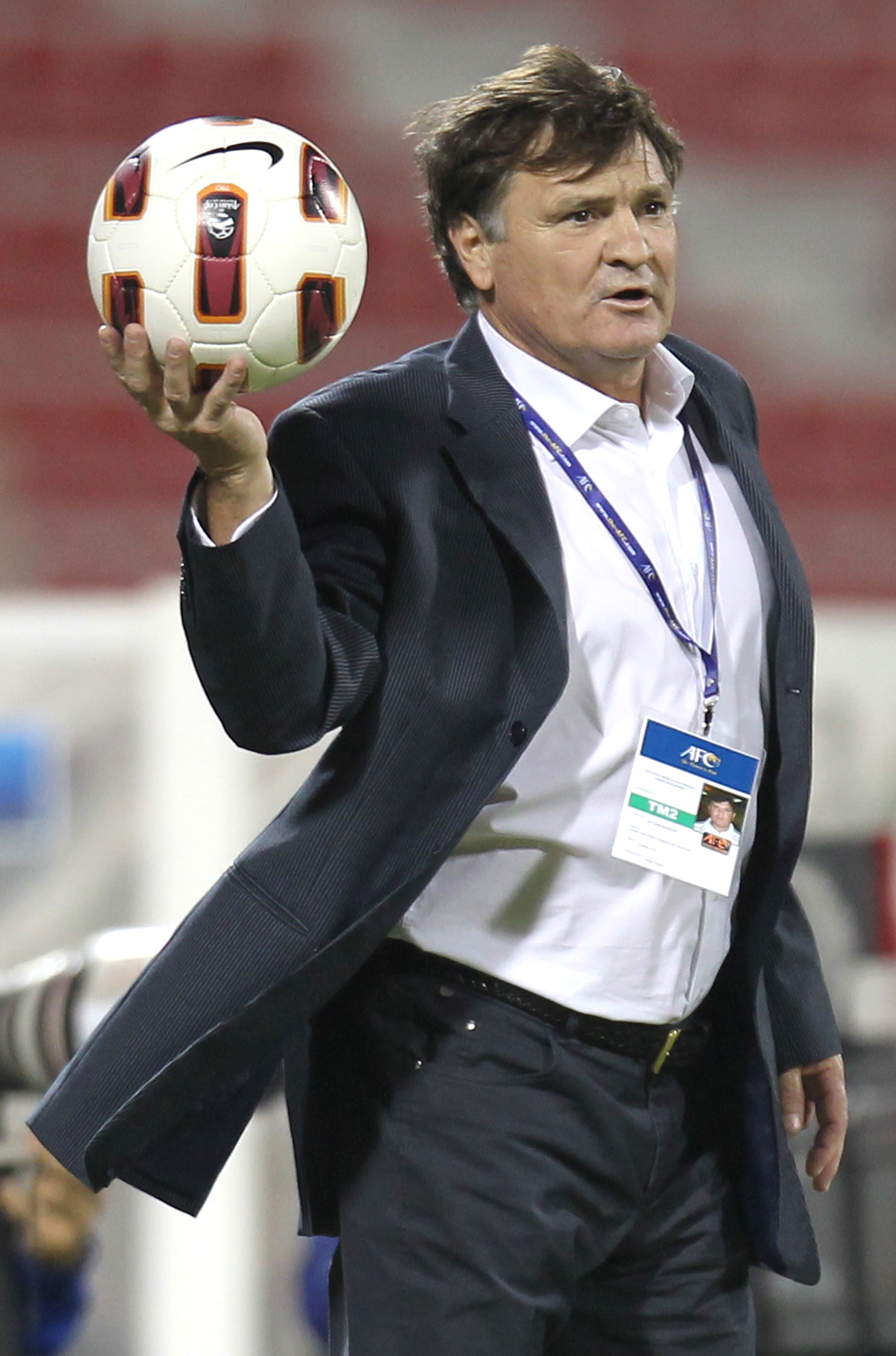
Camacho, de vermaarde verdediger van 1975 t/m 1988

In 1982 was Spanje het gastland en werd het toernooi in 17 stadions door het hele land gehouden. Nooit eerder werd op een WK, georganiseerd door 1 land, in zo veel verschillende stadions gespeeld. Spanje had vooraf alles mee, het speelde in het chauvinistische Valencia, het zat in een zwakke poule met Joegoslavië, Noord-Ierland en Honduras en zou als het groepswinnaar zou worden in een gunstige positie komen om de halve finales te halen. Er was echter niet gerekend op het team zelf: dat was helemaal niet zo sterk, het laatste succes was van 1964 (EK-winnaar) en het stond stijf van de stress. In de eerste wedstrijd tegen Honduras ging het al bijna mis, men had een strafschop nodig om een gelijkspel te behalen. Er was twijfel over de strafschop, maar bij de strafschop, die Spanje tegen Joegoslavië kreeg was geen enkele twijfel mogelijk: dat was een fout van de scheidsrechter, een struikelpartijtje van Alonso buiten het strafschopgebied beïnvloedde de scheidsrechter. De strafschop werd gehouden, maar moest opnieuw worden genomen, omdat de scheidsrechter vond, dat de keeper van Joegoslavië te snel bewoog. Dat was de gelijkmaker, de Joegoslaven kregen de beste kansen, maar Spanje scoorde de 2-1. De laatste groepswedstrijd werd verloren van Noord-Ierland, Spanje maakte alleen indruk door zware overtredingen. Spanje plaatste zich alleen voor de tweede ronde door meer doelpunten te scoren dan Joegoslavië. In de tweede ronde waren Engeland en West-Duitsland de tegenstanders, na een 1-2 nederlaag tegen de Duitsers was de ploeg al na één wedstrijd kansloos. Het deed nog wel zijn sportieve plicht door Engeland op 0-0 te houden (waardoor West-Duitsland de halve finales bereikte), maar de afgang was duidelijk, coach José Santamaría werd ontslagen.

#### EK 1984

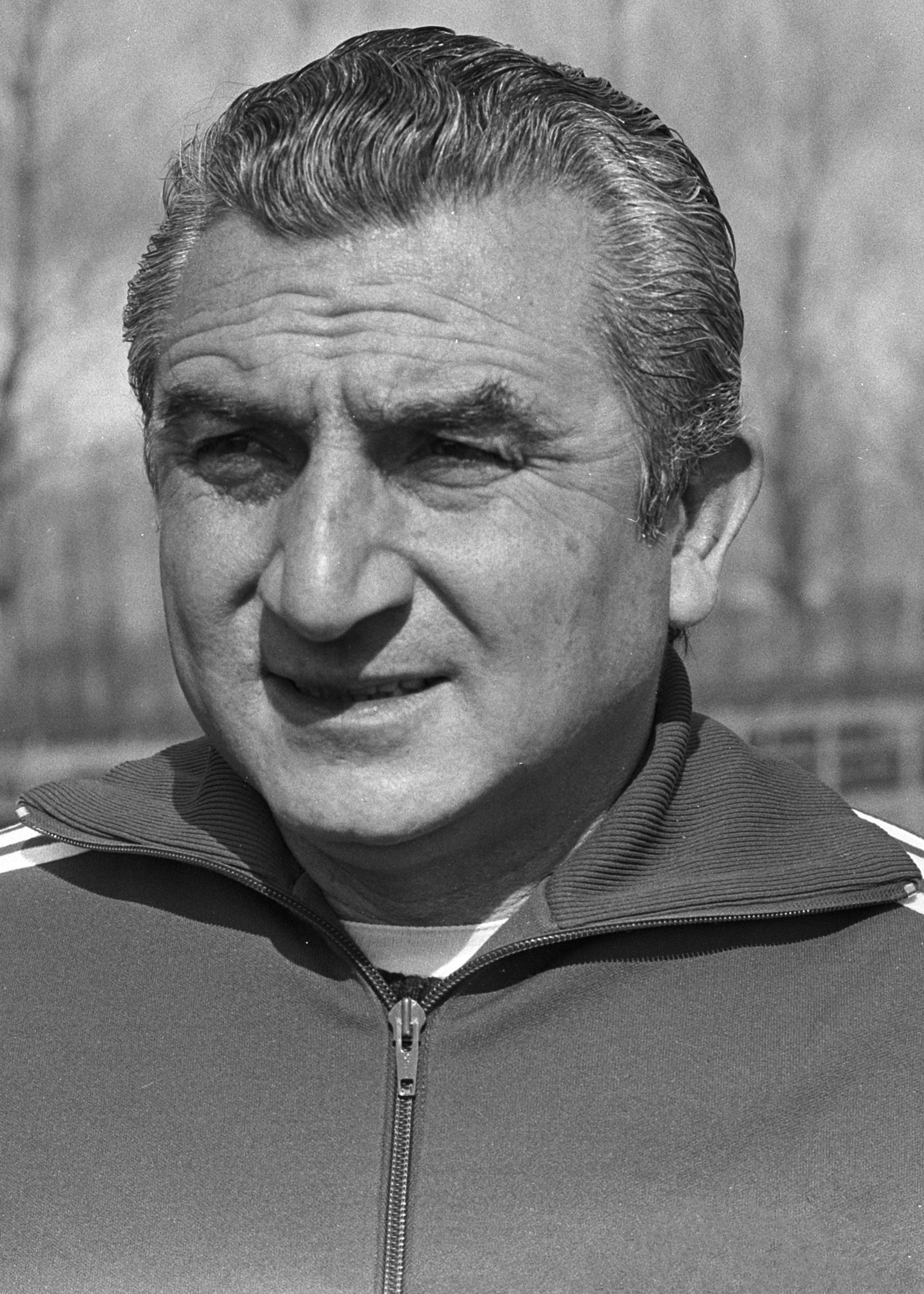
Miguel Muñoz

Miguel Muñoz werd zijn opvolger en zijn eerste opdracht was zich te plaatsen voor het EK van 1984. De voornaamste tegenstanders, Nederland en Ierland, werden thuis verslagen en na zes wedstrijden had Spanje met elf punten een ruime voorsprong op Nederland (vijf uit vier). Door een onverwachte overwinning van Nederland tegen Ierland (2-3 uitzege na een 2-0 achterstand) werd de uitwedstrijd tegen Nederland cruciaal. Nederland won met 2-1 dankzij een treffer van een nog jonge Ruud Gullit en stond nu bovenaan dankzij een beter doelsaldo (+6), beide landen moesten hun laatste wedstrijd tegen Malta spelen. Nederland speelde als eerste, het won met 5-0 en vier dagen later moest Spanje met elf doelpunten verschil winnen. Na de eerste helft stond het 3-1 door drie goals van Santillana, Malta scoorde zelfs de gelijkmaker via Michael Degiorgio. Wat er in de catacomben van het stadion in Sevilla gebeurde, zou altijd een mysterie zijn. Spanje scoorde achter elkaar, de Maltese voetballers liepen als een kip zonder kop en in de 83e minuut scoorde Señor het twaalfde doelpunt en was Spanje geplaatst. Het EK in Frankrijk begon matig met gelijke spelen tegen Roemenië en Portugal. De laatste groepswedstrijd tegen West-Duitsland leek op een doelpuntloos gelijkspel af te stevenen mede door een gemiste strafschop van Carrasco. Bij deze stand waren beide landen geplaatst, maar toen Portugal voor kwam tegen Roemenië moest Spanje toch winnen. Spanje ging strijden voor hun laatste kans en in de laatste minuut scoorde Maceda de winnende treffer. Maceda scoorde ook de gelijkmaker in de halve finale tegen Denemarken, waarna Spanje de strafschoppenserie won. Voor de finale tegen Frankrijk waren zowel Maceda als Gordillo geschorst. Frankrijk (met Michel Platini als belangrijkste speler) was duidelijk favoriet, maar het stugge voetbal van Spanje hield lang stand, Santillana kreeg de beste kans met een kopbal. In de 57e minuut nam Michel Platini een matige vrije trap, waarbij doelman Luis Arconada het schot uit zijn handen liet glippen. In de slotfase werd het 2-0 voor Frankrijk en moest Spanje genoegen nemen met een tweede plaats.

#### WK 1986

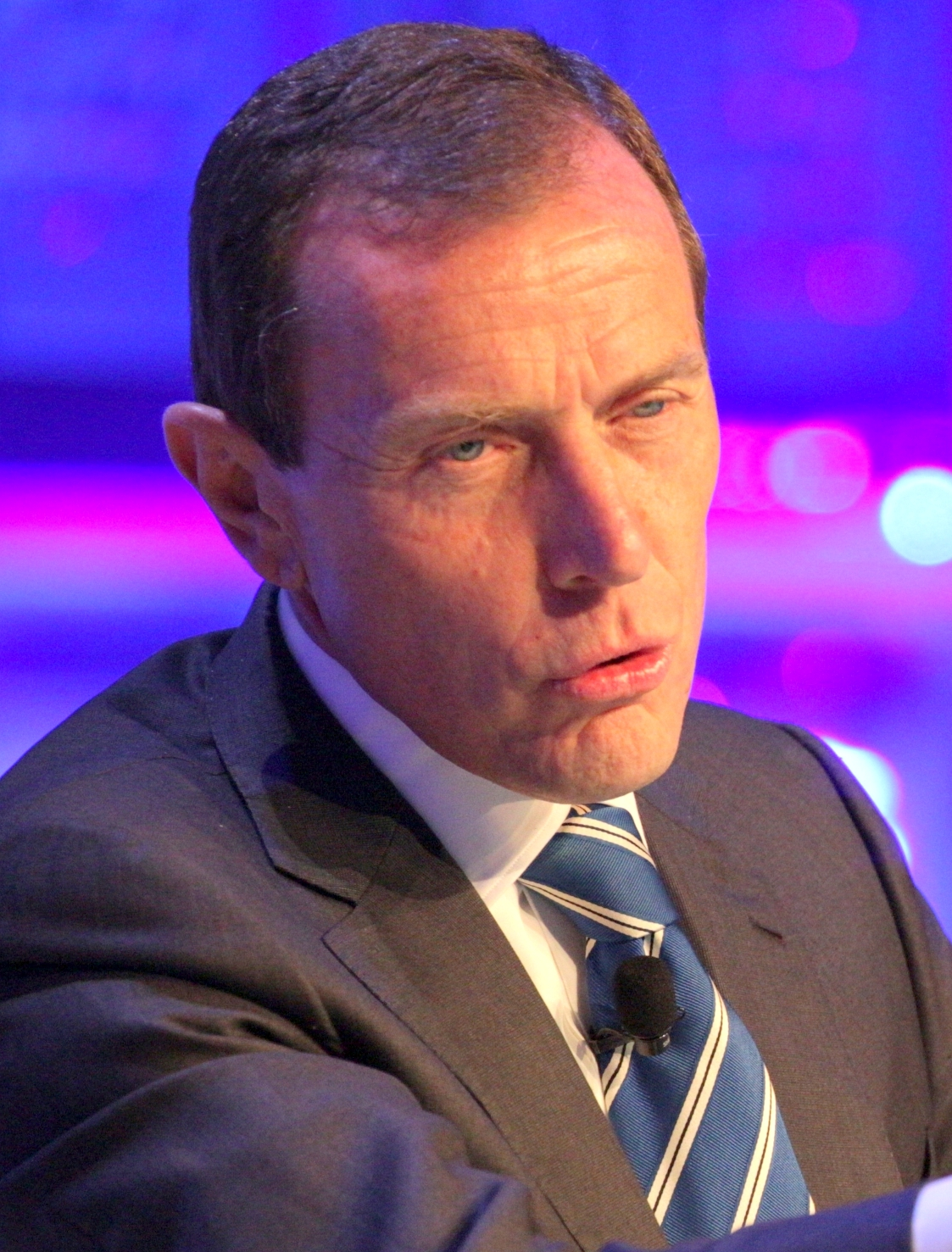
Emilio Butragueño

Inmiddels brak een talentvolle generatie door bij Real Madrid met aanvaller Emilio Butragueño en middenvelder Míchel als beroemdste exponenten. Voor kwalificatie voor het WK van 1986 leed Spanje zware nederlagen in Schotland en Wales, respectievelijk 3-1 en 3-0. Op de laatste speeldag had Spanje evenveel punten als Schotland en Wales, Spanje had een slechter doelsaldo dan de twee Britse teams. Terwijl Schotland en Wales tegen elkaar gelijkspeelden, won Spanje met 2-1 van IJsland. Het WK in Mexico begon ongelukkig, bij een 0-0 stand tegen Brazilië raakte Míchel de lat, waarbij de bal zichtbaar over de doellijn ging, de scheidsrechter keurde de treffer niet goed. Spanje verloor met 1-0, maar met relatief gemakkelijke overwinningen op Noord-Ierland en Algerije werd de knock-outfase gehaald. De achtste finale leverde de tegenstander van de halve finale van 1984 op: Denemarken. De Denen hadden in de eerste ronde veel indruk gemaakt met onder andere een 6-1 zege op Uruguay en waren uit op revanche van die verloren halve finale. Na een 1-0 voorsprong voor Denemarken strafte Butragueño een fout van Jesper Olsen af. In de tweede helft was het verzet van de Denen gebroken: 5-1 met nog drie doelpunten van Butragueño. In de kwartfinale tegen België ging het stukken moeizamer, invaller Señor scoorde vijf minuten voor tijd de gelijkmaker. In de strafschoppenserie miste alleen Eloy een strafschop en Spanje kon naar huis.

#### EK 1988

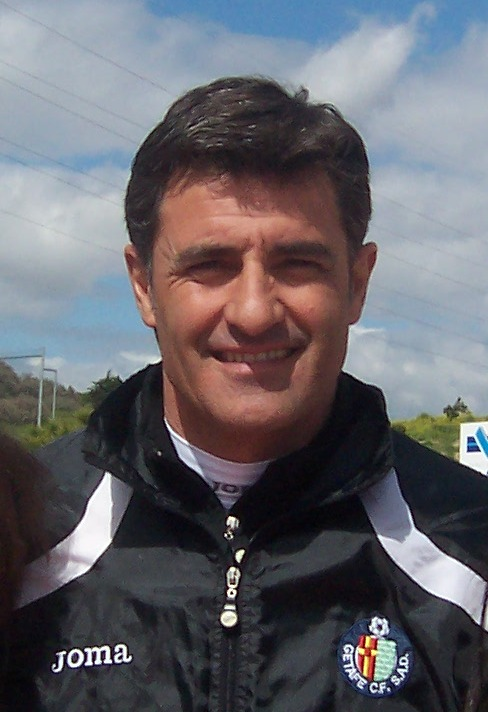
Míchel

Spanje streed met het opkomende Roemenië om één EK-ticket, Míchel scoorde in de thuiswedstrijd het winnende doelpunt, in Boekarest werd kansloos verloren: 3-1. De beslissing viel in de uitwedstrijden tegen Oostenrijk, Spanje won daar met 2-3 door een doelpunt van Carrasco vlak voor tijd, waar Roemenië op de laatste speeldag op 0-0 bleef steken. Op het EK in Duitsland was er voor de derde achtereenvolgende keer op rij in een groot toernooi een duel tegen Denemarken. Ook nu was Spanje sterker en was het met een 3-2 eindstand nog coulant. Nederlagen tegen Italië (1-0) en West-Duitsland (2-0) zorgden voor een voortijdig einde voor de Spanjaarden, Miquel Muñoz nam ontslag.

#### WK 1990
Oud-speler Luis Suárez werd zijn opvolger. Spanje plaatste zich makkelijk voor het WK in 1990, samen met het ook geplaatste Ierland had het een ruime voorsprong op Hongarije. Het WK in Italië werd geen succes, tegen Uruguay ontsnapte de ploeg aan een nederlaag, Ruben Sosa miste een strafschop. Door drie doelpunten van Míchel werd Zuid-Korea verslagen en na een zege op België was de ploeg groepswinnaar. De achtste finale tegen Joegoslavië was een weinig verheffend schouwspel, waar alleen aan het einde door Dragan Stojkovic en Julio Salinas werd gescoord. In de verlenging scoorde Stojkovic uit een vrije trap en Spanje verliet zonder indruk te maken het toernooi.

#### EK 1992
Voor de eerste keer sinds 1976 plaatste Spanje zich niet voor een groot toernooi. Na nederlagen tegen Tsjecho-Slowakije en Spanje werd Suárez vervangen door interim-coach Mierra, maar onder hem werd het absolute dieptepunt bereikt: 2-0 nederlaag tegen IJsland. De vierde uitwedstrijd tegen Albanië werd afgelast door de gespannen politieke situatie in het land. Spanje eindigde op de derde plaats met een enorme achterstand op Frankrijk: tien punten. Een lichtpunt was de overwinning van het Spaanse jeugdteam op de Olympische Spelen in Barcelona. Kiko scoorde twee doelpunten in de finale tegen Polen, bekende spelers waren Josep Guardiola en Luis Enrique.

### 1992 - 2004 Hoge verwachtingen nooit waargemaakt

#### WK 1994

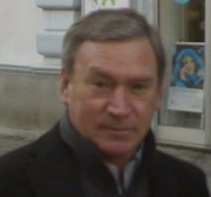
Javier Clemente

De Bask Javier Clemente werd de nieuwe bondscoach, hij stond bekend om het formeren van een collectief zonder vedetten. Hij nam afscheid van de generatie Butragueño/ Míchel en had een opvallende voorkeur voor Baskische spelers. De Bask Julio Salinas werd de aanvalsleider, terwijl hij bij zijn club FC Barcelona nauwelijks speelde. De start in de kwalificatie was dramatisch, doelpuntloze gelijkspelen tegen Letland, Noord-Ierland en Ierland en een 1-0 nederlaag tegen Denemarken noopten tot een achtervolging op Ierland en Denemarken. Spanje won op de voorlaatste speeldag met 1-3 van Ierland met twee doelpunten van Salinas. Op de laatste speeldag stond Spanje samen met Ierland één punt achter op Denemarken, Denemarken moest in een directe confrontatie bestreden worden. In de tiende minuut speelde de Spaanse doelman Andoni Zubizarreta de bal naar zijn ploeggenoot bij FC Barcelona Michael Laudrup, hij kon Laudrup alleen afstoppen via een overtreding net buiten het strafschopgebied en kreeg rood. Zijn vervanger Santiago Cañizares verrichtte veel reddingen en in de 63e minuut scoorde Fernando Hierro voor Spanje het winnende doelpunt. Op het WK in de Verenigde Staten haalde Spanje de kwartfinale na gelijke spelen tegen Zuid-Korea en Duitsland en overwinningen op Bolivia (3-1) en Zwitserland (3-0). In de kwartfinales was Italië de tegenstander, José Luís Caminero scoorde in de tweede helft de gelijkmaker en Spanje had het heft in handen. Nadat Salinas een grote kans miste, besliste Roberto Baggio voor Italië de wedstrijd. In de tumultueuze slotfase brak Luis Enrique zijn neus na een elleboogstoot van Mauro Tassotti, maar Tassotti mocht de wedstrijd vervolgen, hij zou later door de FIFA voor acht wedstrijden geschorst worden.

#### EK 1996
Spanje plaatste zich probleemloos voor het EK, in het begin van de cyclus werden de twee concurrenten duidelijk verslagen: 3-0 thuis tegen Denemarken, 1-4 uit tegen België. Alleen in de returns werd er twee keer gelijk gespeeld, voor de rest had Spanje een foutloze campagne. In zijn selectie voor het EK in Engeland koos Clemente weer voor een stug team met een Baskisch accent, grote talenten als Raúl werden genegeerd. In de eerste wedstrijden tegen Bulgarije en Frankrijk begon Spanje pas aan te vallen, wanneer een achterstand werd opgelopen, beide wedstrijden eindigde in 1-1. De laatste groepswedstrijd tegen Roemenië moest gewonnen worden om de kwartfinale te halen, Guillermo Amor scoorde vlak voor tijd het winnende doelpunt. In de kwartfinale had Spanje pech met de arbitrage, een doelpunt van Salinas werd geïnterpeteerd als buitenspel en een overtreding op Alfonso in het strafschopgebied werd gezien als een valpartij. De scheidsrechter floot verschillende buitenspelvallen verkeerdelijk in het nadeel van Spanje, die uiteindelijk doorslaggevend bleken in het verloop van de wedstrijd. In de beslissende strafschoppenserie stopte de Engelse doelman David Seaman een strafschop van Nadal en Spanje was onterecht uitgeschakeld.

#### WK 1998

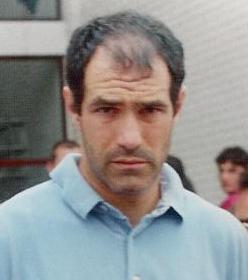
Andoni Zubizarreta

Spanje was voor de kwalificatie voor het WK van 1998 ingedeeld met verliezend finalist van het laatste EK Tsjechië en het voormalige Joegoslavië, dat weer mocht meedoen na de Bosnische oorlog. Tsjechië speelde geen rol van betekenis en de onderlinge wedstrijden tegen Joegoslavië waren beslissend. In Valencia won Spanje met 2-0 door doelpunten van Raùl en Guardiola, in Belgrado bleef het 1-1. Voor het WK in Frankrijk was Spanje ingedeeld in een zware groep met olympisch kampioen Nigeria, nummer twee van de Zuid-Amerikaanse kwalificatie Paraguay en de nummer vier van het laatste WK Bulgarije. Tegen Nigeria nam Spanje een 2-1 voorsprong met kans op meer, totdat veteraan en doelman Zubizareta een blunder maakte en een eigen doelpunt maakte. Vlak daarna besliste Sunday Oliseh de wedstrijd met een vlammend schot. Spanje kon daarna niet winnen van Paraguay en moest winnen van Bulgarije en hopen dat Paraguay niet van het al geplaatste Nigeria zou winnen. Spanje won ruim van het verouderde Bulgarije (6-1), maar omdat Paraguay met 3-1 won van het met veel reserves spelende Nigeria had de overwinning geen waarde meer. Spanje had na Frankrijk de meeste doelpunten van alle deelnemers in de voorronde gemaakt, maar moest toch naar huis, Zubizareta nam afscheid met een record van 126 interlands.

#### EK 2000
Na dit echec bleef Clemente aan als bondscoach, maar na een 3-2 nederlaag tegen Cyprus was zijn situatie onhoudbaar geworden, de vermaarde voorstopper van de jaren tachtig José Antonio Camacho werd zijn opvolger. De volgende zeven wedstrijden werden allemaal gewonnen met liefst veertig treffers in zeven wedstrijden. De indrukwekkendste overwinning was een 9-0 zege op Oostenrijk, Raûl scoorde vier keer. De start op het EK in Nederland en België was vals, Spanje verloor door mistasten van doelman José Francisco Molina, de doelman kwam te ver uit zijn doel en miste de bal, waardoor Steffen Iversen ongehinderd kon scoren. Molina zou nooit meer spelen voor het Spaanse team. Na een overwinning op Slovenië moest ook gewonnen voor Joegoslavië. In de blessuretijd stond Spanje met 3-2 achter, maar een benutte strafschop van Gaizka Mendieta en een treffer van Alfonso zorgde voor een plaats in de kwartfinale. In de kwartfinale kreeg Spanje in de laatste minuut een strafschop bij een 2-1 achterstand tegen Frankrijk, Raûl schoot de strafschop huizenhoog over en Spanje kon naar huis.

#### WK 2002

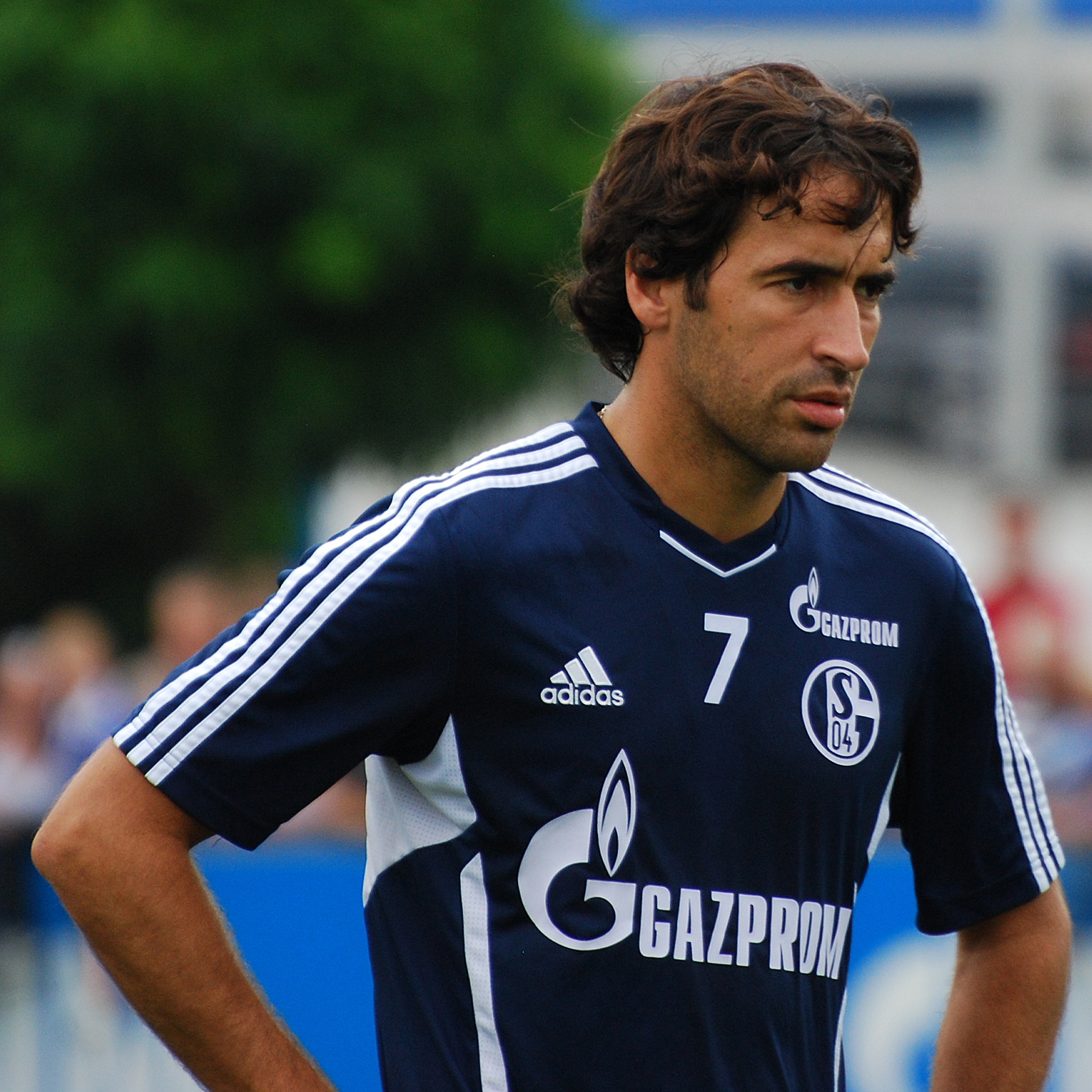
Raùl

In 1999 veroverde het jeugdteam de wereldtitel, een jaar later werd het jeugdteam tweede op de Olympische Spelen in Sydney achter Kameroen, die de strafschoppen beter benutte. Doelman Iker Casillas en middenvelder Xavi stroomden door naar het seniorenelftal. Spanje had opnieuw een probleemloze kwalificatie, opnieuw was het veel sterker dan Oostenrijk (4-0 met twee treffers van Fernando Morientes). Op het WK in Zuid-Korea en Japan greep Casillas zijn kans door een blessure van eerste doelman Caňizares. Spanje had in de eerste ronde weinig problemen met Slovenië, Paraguay en Zuid-Afrika. In de achtste finale tegen Ierland verloor Spanje steeds meer het initiatief na een vroege voorsprong door een doelpunt van Morientes, na een eerder gemiste strafschop van de Ieren maakte Roy Keane in de laatste minuut de gelijkmaker uit een strafschop. In de strafschoppenserie misten twee Spanjaarden een strafschop, maar Casillas werd de held van de avond met drie gestopte strafschoppen. In de kwartfinale tegen Zuid-Korea had Spanje groot nadeel van de arbitrage, een doelpunt werd afgekeurd, omdat de bal bij een voorzet van Joaquín buiten de doellijn was geconstateerd, hetgeen niet het geval was. Dezelfde Joaquim miste als enige een strafschop, waardoor Spanje uitgeschakeld was, Camacho nam na afloop ontslag. Tijdens de eerste 90 minuten van diezelfde wedstrijd werden twee valabele Spaanse doelpunten onterecht afgekeurd.

#### EK 2004
Opvolger van Camacho werd Iñaki Sáez, die doorschoof vanuit het jeugdteam. Spanje leek zich soeverein te plaatsen voor het EK, in de uitwedstrijden werd gewonnen van Griekenland (0-2) en gelijk gespeeld tegen Oekraïne. Na een thuisnederlaag tegen de Grieken en een gelijkspel tegen nummer laatst Noord-Ierland raakte Spanje zijn voordeel kwijt ten gunste van Griekenland. In de play-offwedstrijden was Noorwegen de tegenstander, de thuiswedstrijd werd nipt gewonnen door een eigen doelpunt, maar in Oslo kwam de ploeg niet in de problemen: 0-3. Op het EK in Portugal maakte Spanje weinig indruk, er werd met 1-0 gewonnen van Rusland en met 1-1 gelijk gespeeld tegen Griekenland. Ondanks zijn achtergrond als jeugdtrainer gaf Sáez de aanstormende jeugd weinig kansen, Fernando Torres, Xabi Alonso en Xavi moesten het doen met invalbeurten. Tegen Portugal had Spanje genoeg aan een gelijkspel, de ploeg speelde defensief en kon na de treffer van Nuno Gomes de wedstrijd niet meer omkeren. Sáez werd ontslagen en keerde terug naar de jeugd, Raúl stelde opnieuw teleur op een groot toernooi, hij scoorde geen enkel doelpunt.

### 2004 - 2012 Tiki-Taka voetbal verovert de wereld en tweemaal Europa

#### WK 2006

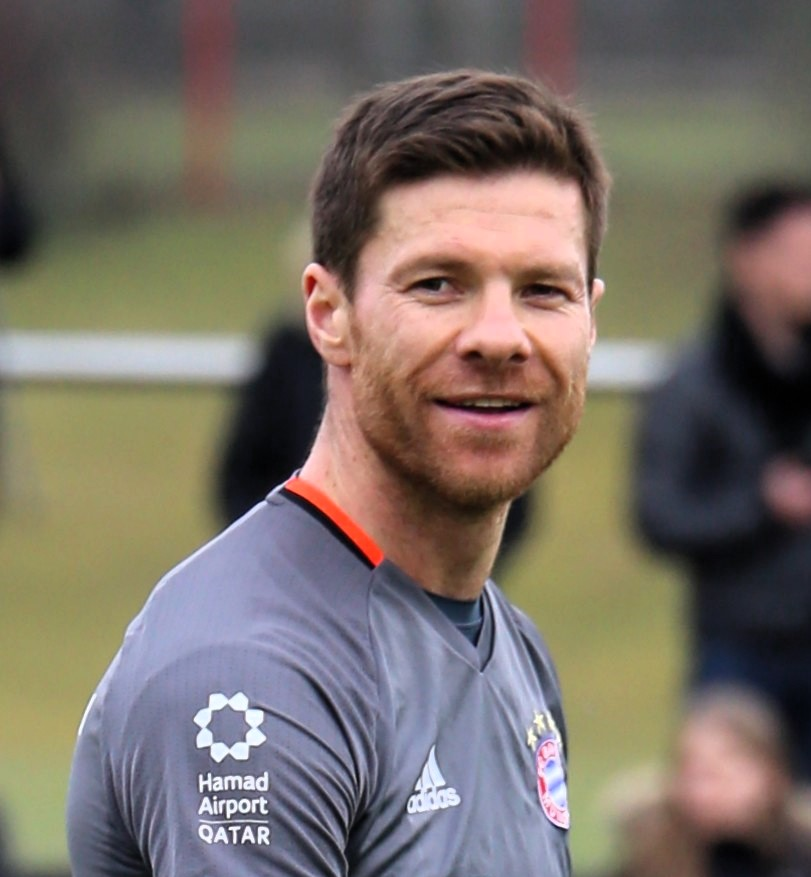
Xabi Alonso

Luis Aragonés werd de nieuwe coach, hij gaf de vaak genegeerde talenten een basisplaats en onder zijn leiding debuteerden Andrés Iniesta en David Villa in het Spaanse team. De kwalificatie voor het WK van 2006 verliep moeizaam, van de tien wedstrijden werd vijf keer gelijk gespeeld, het eindigde twee punten achter Servië en Montenegro. De tweede plaats werd veilig gesteld door een 0-2 overwinning op België, Fernando Torres scoorde tweemaal. In de Play-Offs was Slowakije na de eerste wedstrijd al kansloos na een 5-1 overwinning in de thuiswedstrijd, Luis García scoorde drie doelpunten. Met een surplus aan talent werd Spanje gezien als een kanshebber voor de titel, zelfs Raǘl was niet zeker meer van een basisplaats, Casillas werd de nieuwe aanvoerder. Het WK in Duitsland werd overtuigend begonnen met een 4-0 overwinning op Oekraïne, David Villa scoorde twee keer. In de twee resterende groepswedstrijden werden Tunesië en Saoedi-Arabië met respectievelijk 3-1 en 1-0 verslagen. In de achtste finale was het talentrijke team nog niet opgewassen voor de routine van het Frankrijk van Zinedine Zidane. Spanje nam nog een 1-0 voorsprong door een benutte strafschop van David Villa, maar na een 1-1 ruststand trok Frankrijk in de slotfase de wedstrijd naar zich toe: 3-1.

#### EK 2008

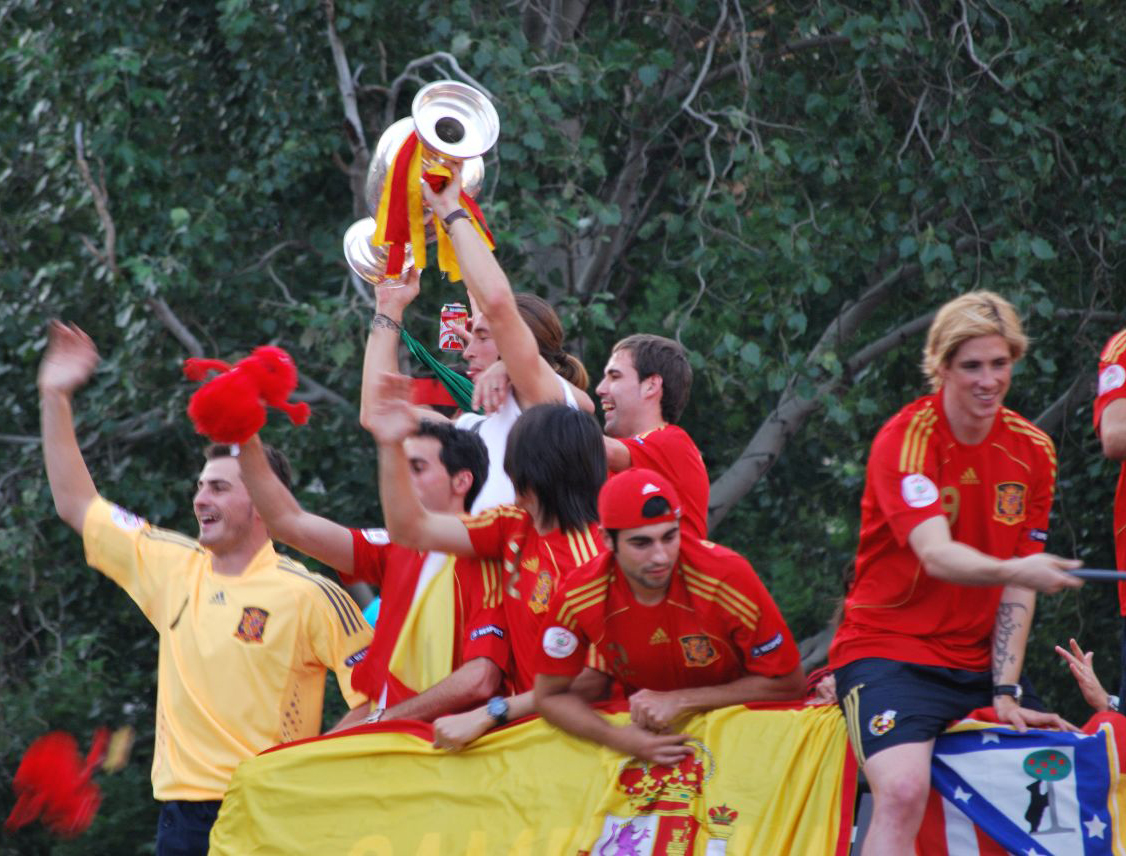
Viering Europees kampioenschap 2008 met op de foto aanvoerder Iker Casillas, Álvaro Arbeloa, Sergio Ramos met de beker, Rubén De la Red, Fernando Navarro, Raúl Albiol en Fernando Torres.

Aragonés baarde opzien door na het WK Raúl niet meer te selecteren voor het nationale team, Torres en Villa waren nu het spitsenduo van Spanje. De kritiek nam toe, zeker na een slechte start voor het EK-kwalificatietoernooi met nederlagen tegen Noord-Ierland (3-2) en Zweden (2-0). Na de nederlaag tegen de Noord-Ieren wilde Aragonés zelfs opstappen, de Spaanse bond belette hem dat. In de volgende wedstrijden werd alleen gelijk gespeeld tegen IJsland, alle andere wedstrijden werden gewonnen en Spanje plaatste zich met Zweden voor het EK met een ruime voorsprong op Noord-Ierland en Denemarken. In de eerste wedstrijd op het EK in Zwitserland en Oostenrijk bevestigde Spanje zijn ambities door Rusland met 4-1 te verslaan, David Villa scoorde driemaal. Met overwinningen op Zweden en Griekenland bereikte de ploeg zonder puntverlies de kwartfinales. De wedstrijd in Wenen tegen wereldkampioen Italië leverde alleen spektakel op tijdens de strafschoppenserie, nadat Casillas twee strafschoppen had gestopt benutte Cesc Fàbregas de beslissende strafschop. In de halve finale was opnieuw Rusland de tegenstander, in de kwartfinale hadden de Russen met de Nederlandse bondscoach Guus Hiddink verrassend Nederland verslagen. Na een 0-0 ruststand boekten de Spanjaarden opnieuw een ruime zege op Rusland: 3-0 en voor het eerst sinds 1984 haalde Spanje de finale van een groot internationaal toernooi. In die finale tegen Duitsland scoorde Fernando Torres het winnende doelpunt tegen Duitsland, de overwinning kwam in de tweede helft niet meer in gevaar. Voor de eerste keer sinds 1964 behaalde Spanje een grote internationale prijs. Xavi werd uitgeroepen tot speler van het toernooi, Aragonés stapte op en werd gezien als de grondlegger van het Tiki-taka-voetbal van de nationale ploeg.

#### WK 2010

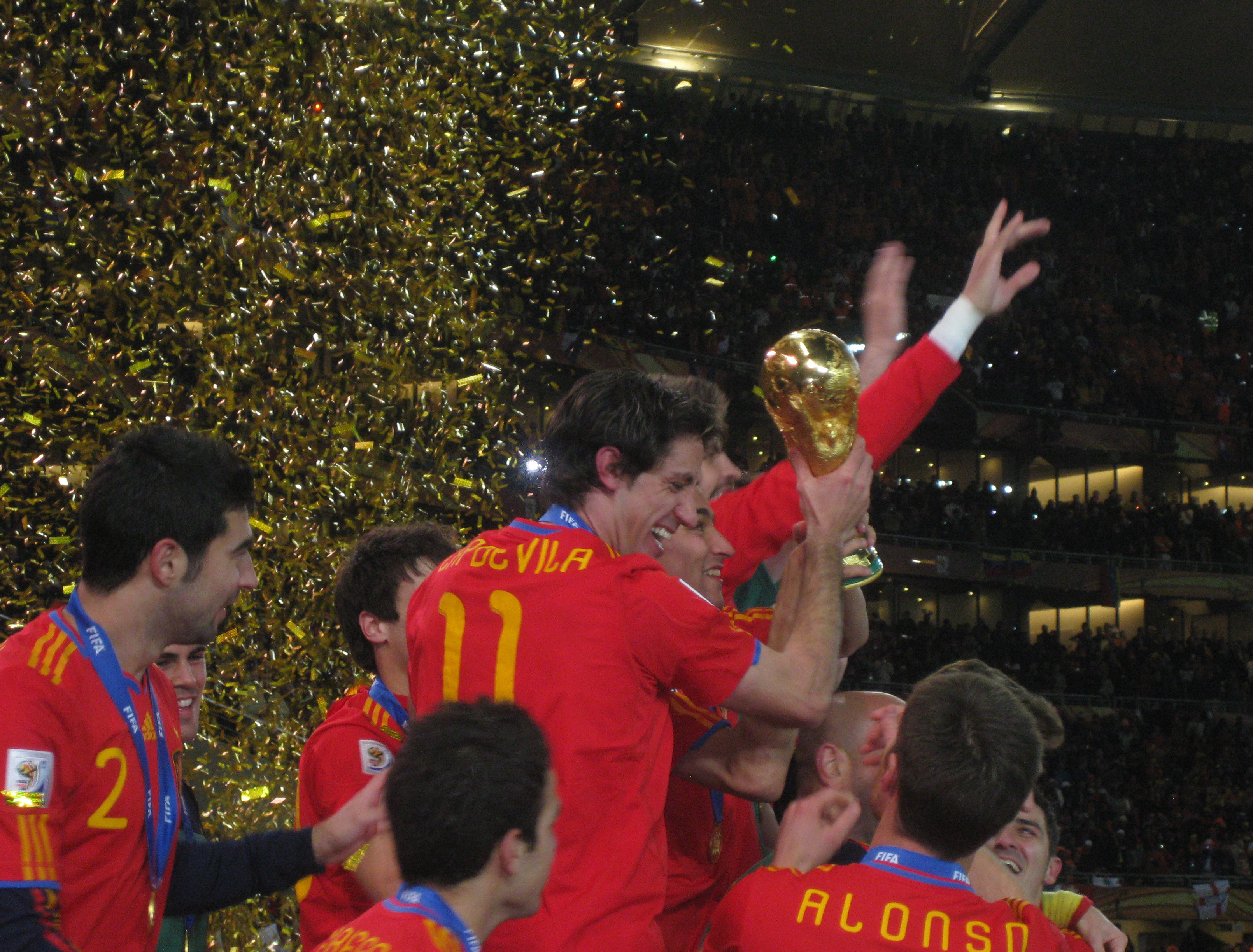
Het Spaanse elftal viert de wereldtitel in 2010

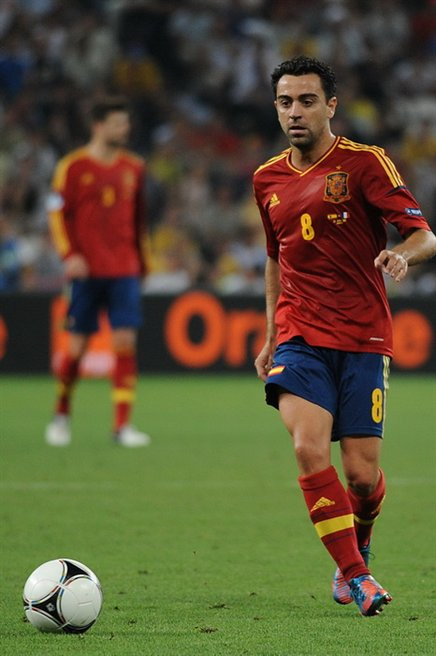
Xavi tijdens het EK in 2012

Vicente del Bosque werd de nieuwe bondscoach, de ploeg plaatste zich soeverein voor het WK van 2010, de voorsprong was elf punten op Bosnië en Herzegovina. Meest imponerende overwinning was een 5-0 overwinning op België. Minder succesvol was het Spanje van de Confederations Cup, in de halve finale werd met 2-0 van de Verenigde Staten verloren, Spanje werd derde. Ondanks een overvloed aan kansen begon Spanje het WK in Zuid-Afrika met een nederlaag tegen Zwitserland (1-0). Via overwinningen op Honduras en Chili werd alsnog de achtste finales gehaald. In zowel de achtste finale tegen Portugal als in de kwartfinale tegen Paraguay scoorde David Villa het winnende doelpunt. In de wedstrijd tegen Paraguay misten beide teams een strafschop, Xabi Alonso scoorde in eerste instantie, maar de strafschop werd onterecht afgekeurd vanwege te vroeg inlopen. In de halve finale was Duitsland de tegenstander, dat twee andere favorieten Engeland en Argentinië met grote cijfers versloeg. Spanje had een groot overwicht in deze wedstrijd en een kwartier voor tijd kopte verdediger Carles Puyol het enige doelpunt van de wedstrijd. De finale tegen Nederland werd gedomineerd door hard spel van Nederland, dieptepunt was een charge van Nigel de Jong op de borstkas van Xabi Alonso en de vele charges van spelers als Mark Van Bommel. Een van de beste kansen die wedstrijd was voor Nederland, maar Iker Casillas redde met zijn teen op een uitbraak van Arjen Robben. Vier minuten voor het einde van de verlengingen scoorde Andrés Iniesta het winnende doelpunt. Opvallend was het gebrek aan productiviteit van de wereldkampioen, Spanje scoorde slechts acht doelpunten in zeven wedstrijden, maar het combinatievoetbal (tiki-takavoetbal) dwong respect af. Na het gewonnen WK werd ‘La Roja’ bekroond met grote sportprijzen. Zo won het team de Laureus World Sport Award in 2011 en de Prins van Asturië-sportprijs in 2010.

#### EK 2012
Spanje plaatste zich weer zonder problemen voor het EK, alle acht wedstrijden werden gewonnen en met een ruime voorsprong op Tsjechië en Schotland was deelname verzekerd. Op het EK in Polen en Oekraïne begon Spanje met puntverlies tegen Italië (1-1), maar met overwinningen op Ierland (4-0), Kroatië (1-0) en Frankrijk (2-0) werd probleemloos de halve finale gehaald. Voor de eerste keer was er ook kritiek op het Spaanse spel, tiki-taka werd soms zo ver doorgevoerd dat er niet eens een spits werd opgesteld en het spel werd door oeverloos combinatievoetbal te steriel en te zakelijk. In de halve finale bleek ook de sterielheid van het voetbal, tegen Portugal kwam Spanje nauwelijks door de verdediging van Portugal heen, Casillas redde andermaal zijn ploeg in een penalty-serie. In de finale rekende Spanje af met alle kritiek, met een 4-0 overwinning op Italië veroverde de ploeg de derde, grote internationale titel op rij. David Silva, Jordi Alba, Fernando Torres en Juan Mata scoorden de doelpunten, Inesta werd verkozen tot beste speler van het toernooi. In 2012 wonnen de spelers Xavi en Iker Casillas samen nog een keer de Prins van Asturië-sportprijs voor hun rol in het bijeenbrengen van het Spaanse nationale elftal. In het verleden zorgde de rivaliteit tussen FC Barcelona en Real Madrid vaak tot grote spanningen binnen de selectie. Xavi (FC Barcelona) en Casillas (Real Madrid) hebben hier verandering in gebracht.

### 2014-heden: pijnlijke wedstrijden tegen Brazilië, Nederland, Italië en Rusland

#### WK 2014

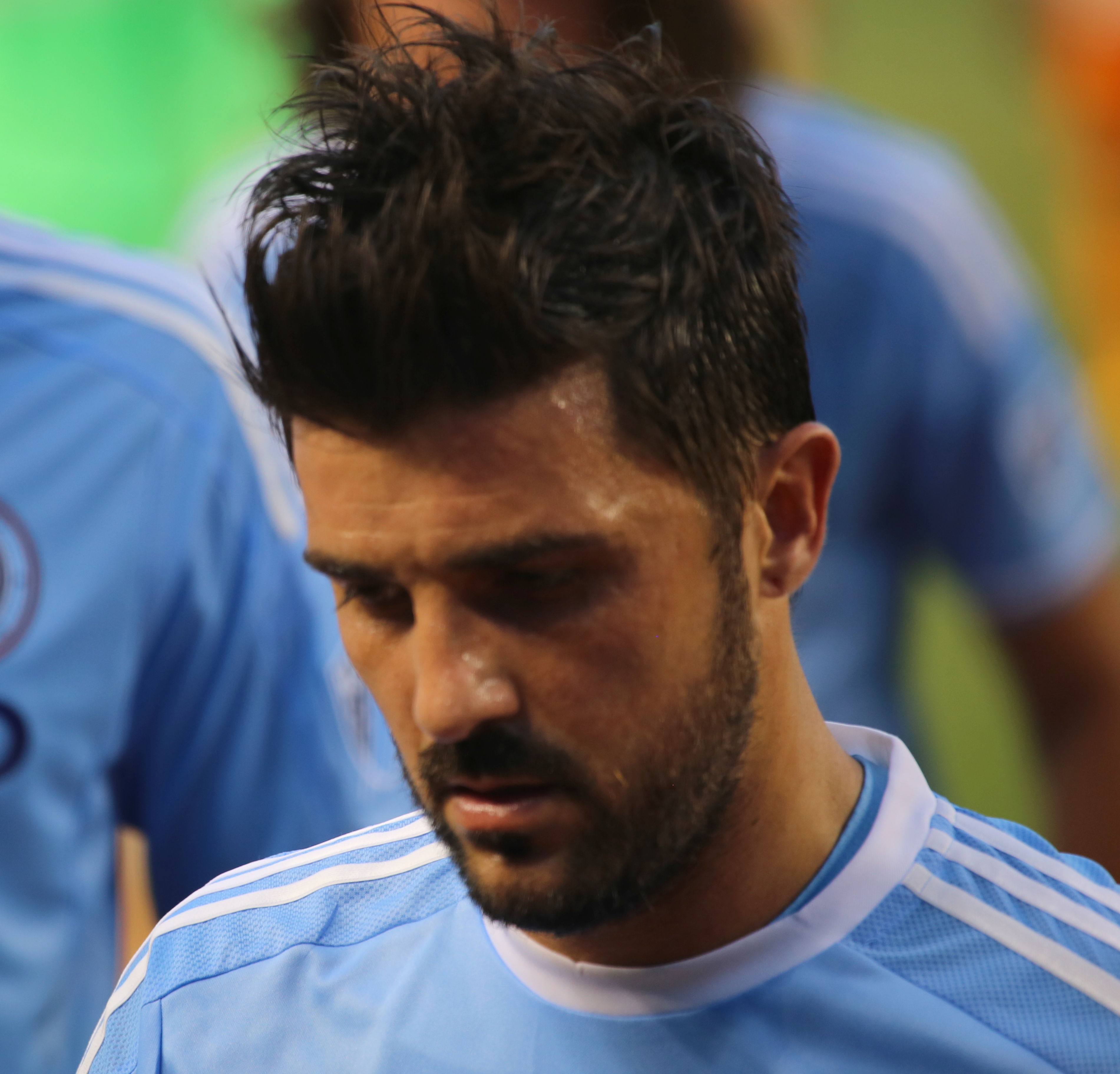
David Villa

Na deze waanzinnige successen kwamen tijdens de Confederations Cup van 2013 de eerste contouren voor moeilijker tijden aan de oppervlakte. Via een strafschoppenzege op Italië werd nog wel de finale gehaald, maar het georganiseerde Brazilië overklaste de wereldkampioen volledig: 3-0. Ook kwalificatie voor het WK voor 2014 verliep ook in eerste instantie moeizaam met gelijke spelen thuis tegen Frankrijk en Finland, maar een 0-1 zege in Parijs door een doelpunt van Pedro leverde de beslissing op. Het team van del Bosque werd getipt om zichzelf als wereldkampioen op te volgen en telde 17 spelers die ook al in Zuid-Afrika speelden. De eerste wedstrijd op het WK in Brazilië van het toernooi werd een heruitgave van de vorige WK-finale tegen Nederland. In de eerste helft was Spanje sterker en nam een 1-0 voorsprong door een benutte strafschop van Xabi Alonso, David da Silva miste een grote kans op 2-0. Vlak voor rust maakte Robin van Persie gelijk voor Nederland met een fraaie kopgoal. Tegen alle verwachtingen in walste Oranje in de tweede helft over de Spanjaarden heen en wonnen met 1-5. Ook in de tweede wedstrijd tegen Chili werd het makke Spanje met 2-0 overklast, de eindstand was al bij rust bereikt en de wereldkampioen was al na twee wedstrijden uitgeschakeld. In de laatste wedstrijd redde Spanje de eer door met een gewijzigd elftal met 3-0 van Australië te winnen. Veel spelers van deze gouden generatie namen afscheid van het Spaanse elftal, waarvan Spaans topscorer David Villa, Xabi Alonso en Xavi de prominentste waren.

#### EK 2016

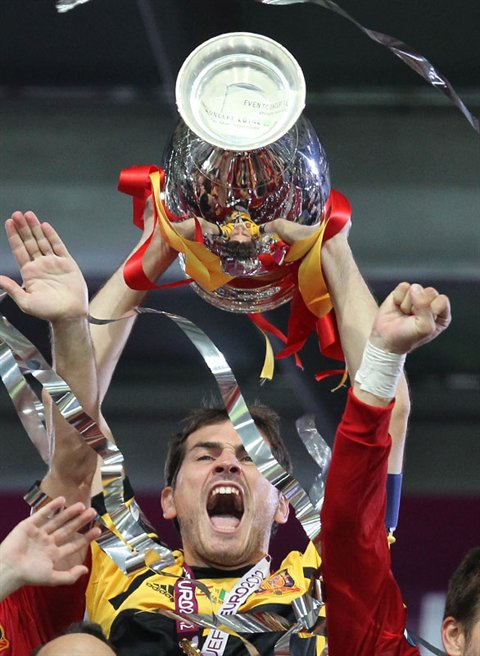
Doelman Iker Casillas

Ondanks deze misser bleef del Bosque aan als bondscoach. Voor kwalificatie voor het EK van 2016 begon de ploeg met de eerste nederlaag in een kwalificatie-toernooi sinds 2006, een 2-1 nederlaag tegen Slowakije, de overige negen wedstrijden werden allemaal gewonnen. Op het EK in Frankrijk distantieerde Spanje zich in eerste instantie van de tendens van het negatieve voetbal en met overwinningen op Tsjechië en Turkije was de ploeg zeker van de achtste finales. De laatste groepswedstrijd tegen Kroatië leverde een nederlaag in de laatste minuut op, een dure nederlaag, want nu moest Spanje sterke landen als Italië, Duitsland en Frankrijk verslaan om de finale te halen. De eerste horde, Italië was al een brug te ver, met name in de eerste helft was Spanje onmachtig en verloor met 2-0. Del Bosque legde zijn functie neer als bondscoach. Iker Casillas stopte als international na 167 interlands, een Spaans record, hij was tijdens het toernooi zijn basisplaats al kwijtgeraakt.

#### WK 2018
Julen Lopetegui was de opvolger van Del Bosque. Spanje begon de kwalificatie voor het WK in 2018 met een gelijkspel tegen Italië, in Rome werd vlak voor tijd een 0-1 voorsprong verspeeld. De overige wedstrijden werden allemaal gewonnen, vaak met grote cijfers, waardoor de ploeg al een voorsprong had op de enige concurrent Italië voor de return. De return werd met 3-0 gewonnen, waardoor kwalificatie zeker was. Er spelen nog steeds spelers uit de "gouden periode" (2008-2012); Sergio Ramos was met 149 interlands een concurrent voor Casillas om record-international te worden. Ook David Silva en Andrés Iniesta hadden al meer dan 100 interlands gespeeld. Vlak voor het WK werd bekend dat Lopetegui hoofdtrainer zou worden van Real Madrid. Twee dagen voor de eerste groepswedstrijd werd hij op basis van deze overstap ontslagen door de Spaanse bond en vervangen door technisch directeur en oud-international Fernando Hierro. De eerste groepswedstrijd tegen Portugal eindigde in 3-3. De volgende wedstrijd werd niet overtuigend gewonnen van Iran met 1-0. De laatste wedstrijd speelde Spanje weer niet overtuigend; 2-2 tegen Marokko. In de achtste finale moest Spanje het opnemen tegen gastland Rusland, deze eindigde na verlengingen in 1-1. Rusland was echter te sterk in de strafschoppenreeks; Koke en Aspas zagen hun inzet gekeerd worden door Russische doelman Igor Akinfejev. Ook ditmaal wist Spanje daarmee niet te winnen van een gastland bij een EK of WK.

#### EK 2020
Op het door Covid-19 uitgestelde EK 2020 bereikte Spanje de halve finale tegen Italië in juli 2021. In het Wembley stadium was de stand 1-1 na verlengingen en 4-2 na strafschoppen in het voordeel van Italië.

#### WK 2022
Spanje verloor voor het eerst sinds 1993 een WK-kwalificatieduel door in en tegen Zweden op 2 september 2021 met 2-1 onderuit te gaan.
Het kwalificeerde zich wel voor het WK 2022 in Qatar. Spanje kwam in groep E met Duitsland, Japan en Costa Rica. De eerste groepswedstrijd werd met 7–0 gewonnen van Costa Rica. Daar speelde de Spanjaarden gelijk tegen de Duitsers (1–1). De laatste wedstrijd in de poulefase werd met 2–1 verloren tegen Japan, waardoor ze tweede eindigde in de groep. In de achtste finales werd Spanje voor haar derde toernooi op rij na strafschoppen uitgeschakeld. Ditmaal werd er na 120 minuten spelen 0–0 gelijk gespeeld tegen Marokko, waarna het met 3–0 na strafschoppen verloor. Spanje mocht drie strafschoppen nemen en schoot er geen een raak. Na dit teleurstellende toernooi werd Luis Enrique ontslagen.

#### EK 2024
Voor nieuwe bondscoach Luis de la Fuente was het EK 2024 zijn eerste grote eindtoernooi, nadat hij de Spanjaarden al naar de winst van de UEFA Nations League 2022/23 had geholpen. Spanje zat in een poule met Italië, Kroatië en Albanië, wat vooraf als een van de lastigste poules werd beschouwd. Spanje bleef echter foutloos in de poule: het won comfortabel met 3-0 van Kroatië, zette Italië met 1-0 van zich af en versloeg met een B-elftal Albanië. Vooral de flanken vielen op bij Spanje: de 16-jarige Lamine Yamal en de 21-jarige Nico Williams waren het meest gevaarlijk, terwijl het middenveld van Spanje met Rodri, Pedri en Fabián Ruiz drie vaardige voetballers bevatte. In de achtste finale werd vervolgens Georgië met 4-1 verslagen, waarna in de kwartfinale na verlenging gastland Duitsland met 2-1 opzij gezet werd door een winnend doelpunt van invaller Mikel Merino. In de halve finale en de finale werden vervolgens Frankrijk en Engeland met dezelfde cijfers opzij gezet. Mikel Oyarzabal scoorde in de 86'ste minuut de winnende op aangeven van Marc Cucurella. Álvaro Morata ontving als aanvoerder de hoofdprijs, terwijl Rodri en Lamine Yamal respectievelijk de prijzen voor Beste Speler en Grootste Talent ontvingen. 

## Prestaties op internationale toernooien

### Wereldkampioenschap
| Wereldkampioenschap voetbal | Wereldkampioenschap voetbal    | Wereldkampioenschap voetbal    | Wereldkampioenschap voetbal    | Wereldkampioenschap voetbal    | Wereldkampioenschap voetbal    | Wereldkampioenschap voetbal    | Wereldkampioenschap voetbal    | Wereldkampioenschap voetbal    | Wereldkampioenschap voetbal |
| Jaar                        | Ronde                          | Wed.                           | W                              | G                              | V                              | DV                             | DT                             | Kwal                           |                             |
| --------------------------- | ------------------------------ | ------------------------------ | ------------------------------ | ------------------------------ | ------------------------------ | ------------------------------ | ------------------------------ | ------------------------------ | --------------------------- |
| 1930                        | Geen deelname                  | Geen deelname                  | Geen deelname                  | Geen deelname                  | Geen deelname                  | Geen deelname                  | Geen deelname                  | Geen deelname                  |                             |
| 1934                        | Kwartfinale                    | 3                              | 1                              | 1                              | 1                              | 4                              | 3                              | (Kwal.)                        |                             |
| 1938                        | Teruggetrokken                 | Teruggetrokken                 | Teruggetrokken                 | Teruggetrokken                 | Teruggetrokken                 | Teruggetrokken                 | Teruggetrokken                 | Teruggetrokken                 |                             |
| 1950                        | Vierde                         | 6                              | 3                              | 1                              | 2                              | 10                             | 12                             | (Kwal.)                        |                             |
| 1954                        | Niet gekwalificeerd            | Niet gekwalificeerd            | Niet gekwalificeerd            | Niet gekwalificeerd            | Niet gekwalificeerd            | Niet gekwalificeerd            | Niet gekwalificeerd            | Niet gekwalificeerd            |                             |
| 1958                        | Niet gekwalificeerd            | Niet gekwalificeerd            | Niet gekwalificeerd            | Niet gekwalificeerd            | Niet gekwalificeerd            | Niet gekwalificeerd            | Niet gekwalificeerd            | Niet gekwalificeerd            |                             |
| 1962                        | Groepsfase                     | 3                              | 1                              | 0                              | 2                              | 2                              | 3                              | (Kwal.)                        |                             |
| 1966                        | Groepsfase                     | 3                              | 1                              | 0                              | 2                              | 4                              | 5                              | (Kwal.)                        |                             |
| 1970                        | Niet gekwalificeerd            | Niet gekwalificeerd            | Niet gekwalificeerd            | Niet gekwalificeerd            | Niet gekwalificeerd            | Niet gekwalificeerd            | Niet gekwalificeerd            | Niet gekwalificeerd            |                             |
| 1974                        | Niet gekwalificeerd            | Niet gekwalificeerd            | Niet gekwalificeerd            | Niet gekwalificeerd            | Niet gekwalificeerd            | Niet gekwalificeerd            | Niet gekwalificeerd            | Niet gekwalificeerd            |                             |
| 1978                        | Groepsfase                     | 3                              | 1                              | 1                              | 1                              | 2                              | 2                              | (Kwal.)                        |                             |
| 1982                        | Tweede ronde                   | 5                              | 1                              | 2                              | 2                              | 4                              | 5                              |                                |                             |
| 1986                        | Kwartfinale                    | 5                              | 3                              | 1                              | 1                              | 11                             | 4                              | (Kwal.)                        |                             |
| 1990                        | Achtste finale                 | 4                              | 2                              | 1                              | 1                              | 6                              | 4                              | (Kwal.)                        |                             |
| 1994                        | Kwartfinale                    | 5                              | 2                              | 2                              | 1                              | 10                             | 6                              | (Kwal.)                        |                             |
| 1998                        | Groepsfase                     | 3                              | 1                              | 1                              | 1                              | 8                              | 4                              | (Kwal.)                        |                             |
| 2002                        | Kwartfinale                    | 5                              | 3                              | 2                              | 0                              | 10                             | 5                              | (Kwal.)                        |                             |
| 2006                        | Achtste finale                 | 4                              | 3                              | 0                              | 1                              | 9                              | 4                              | (Kwal.)                        |                             |
| 2010                        | Kampioen                       | 7                              | 6                              | 0                              | 1                              | 8                              | 2                              | (Kwal.)                        |                             |
| 2014                        | Groepsfase                     | 3                              | 1                              | 0                              | 2                              | 4                              | 7                              | (Kwal.)                        |                             |
| 2018                        | Achtste finale                 | 4                              | 1                              | 3                              | 0                              | 7                              | 6                              | (Kwal.)                        |                             |
| 2022                        | Achtste finale                 | 4                              | 1                              | 2                              | 1                              | 9                              | 3                              | (Kwal.)                        |                             |
| 2026                        | Kwalificatie nog niet begonnen | Kwalificatie nog niet begonnen | Kwalificatie nog niet begonnen | Kwalificatie nog niet begonnen | Kwalificatie nog niet begonnen | Kwalificatie nog niet begonnen | Kwalificatie nog niet begonnen | Kwalificatie nog niet begonnen |                             |

### Europees kampioenschap
| Europees kampioenschap voetbal | Europees kampioenschap voetbal | Europees kampioenschap voetbal | Europees kampioenschap voetbal | Europees kampioenschap voetbal | Europees kampioenschap voetbal | Europees kampioenschap voetbal | Europees kampioenschap voetbal | Europees kampioenschap voetbal | Europees kampioenschap voetbal |
| Jaar                           | Ronde                          | Wed.                           | W                              | G                              | V                              | DV                             | DT                             | Kwal                           |                                |
| ------------------------------ | ------------------------------ | ------------------------------ | ------------------------------ | ------------------------------ | ------------------------------ | ------------------------------ | ------------------------------ | ------------------------------ | ------------------------------ |
| 1960                           | Teruggetrokken                 | Teruggetrokken                 | Teruggetrokken                 | Teruggetrokken                 | Teruggetrokken                 | Teruggetrokken                 | Teruggetrokken                 | Teruggetrokken                 |                                |
| 1964                           | Kampioen                       | 2                              | 2                              | 0                              | 0                              | 4                              | 2                              | (Kwal.)                        |                                |
| 1968                           | Niet gekwalificeerd            | Niet gekwalificeerd            | Niet gekwalificeerd            | Niet gekwalificeerd            | Niet gekwalificeerd            | Niet gekwalificeerd            | Niet gekwalificeerd            | Niet gekwalificeerd            |                                |
| 1972                           | Niet gekwalificeerd            | Niet gekwalificeerd            | Niet gekwalificeerd            | Niet gekwalificeerd            | Niet gekwalificeerd            | Niet gekwalificeerd            | Niet gekwalificeerd            | Niet gekwalificeerd            |                                |
| 1976                           | Niet gekwalificeerd            | Niet gekwalificeerd            | Niet gekwalificeerd            | Niet gekwalificeerd            | Niet gekwalificeerd            | Niet gekwalificeerd            | Niet gekwalificeerd            | Niet gekwalificeerd            |                                |
| 1980                           | Groepsfase                     | 3                              | 0                              | 1                              | 2                              | 2                              | 4                              | (Kwal.)                        |                                |
| 1984                           | Tweede plaats                  | 5                              | 1                              | 3                              | 1                              | 4                              | 5                              | (Kwal.)                        |                                |
| 1988                           | Groepsfase                     | 3                              | 1                              | 0                              | 2                              | 3                              | 5                              | (Kwal.)                        |                                |
| 1992                           | Niet gekwalificeerd            | Niet gekwalificeerd            | Niet gekwalificeerd            | Niet gekwalificeerd            | Niet gekwalificeerd            | Niet gekwalificeerd            | Niet gekwalificeerd            | Niet gekwalificeerd            |                                |
| 1996                           | Kwartfinale                    | 4                              | 1                              | 3                              | 0                              | 4                              | 3                              | (Kwal.)                        |                                |
| 2000                           | Kwartfinale                    | 4                              | 2                              | 0                              | 2                              | 7                              | 7                              | (Kwal.)                        |                                |
| 2004                           | Groepsfase                     | 3                              | 1                              | 1                              | 1                              | 2                              | 2                              | (Kwal.)                        |                                |
| 2008                           | Kampioen                       | 6                              | 5                              | 1                              | 0                              | 12                             | 3                              | (Kwal.)                        |                                |
| 2012                           | Kampioen                       | 6                              | 4                              | 2                              | 0                              | 12                             | 1                              | (Kwal.)                        |                                |
| 2016                           | Achtste finale                 | 4                              | 2                              | 0                              | 2                              | 5                              | 4                              | (Kwal.)                        |                                |
| 2020                           | Halve finale                   | 6                              | 2                              | 4                              | 0                              | 13                             | 6                              | (Kwal.)                        |                                |
| 2024                           | Kampioen                       | 7                              | 7                              | 0                              | 0                              | 15                             | 4                              | (Kwal.)                        |                                |

### FIFA Confederations Cup
| FIFA Confederations Cup | FIFA Confederations Cup | FIFA Confederations Cup | FIFA Confederations Cup | FIFA Confederations Cup | FIFA Confederations Cup | FIFA Confederations Cup | FIFA Confederations Cup | FIFA Confederations Cup |
| Jaar                    | Ronde                   | Wed.                    | W                       | G                       | V                       | DV                      | DT                      |                         |
| ----------------------- | ----------------------- | ----------------------- | ----------------------- | ----------------------- | ----------------------- | ----------------------- | ----------------------- | ----------------------- |
| 2009                    | Derde                   | 5                       | 4                       | 0                       | 1                       | 11                      | 4                       |                         |
| 2013                    | Tweede                  | 5                       | 3                       | 1                       | 1                       | 15                      | 4                       |                         |
| Totaal                  | 2 keer                  | 10                      | 9                       | 0                       | 1                       | 24                      | 5                       |                         |

### UEFA Nations League
| UEFA Nations League | UEFA Nations League | UEFA Nations League | UEFA Nations League | UEFA Nations League | UEFA Nations League | UEFA Nations League | UEFA Nations League | UEFA Nations League | UEFA Nations League |
| Jaar                | Div.                | Eindpositie         | Wed.                | W                   | G                   | V                   | DV                  | DT                  | Res.                |
| ------------------- | ------------------- | ------------------- | ------------------- | ------------------- | ------------------- | ------------------- | ------------------- | ------------------- | ------------------- |
| 2018–19             | A                   | 7e                  | 4                   | 2                   | 0                   | 2                   | 12                  | 7                   | Stabiel             |
| 2020–21             | A                   | 2e                  | 8                   | 4                   | 2                   | 2                   | 16                  | 6                   | Stabiel             |
| 2022–23             | A                   | 1e                  | 8                   | 4                   | 3                   | 1                   | 10                  | 6                   | Stabiel             |

## FIFA-wereldranglijst
| 1993 | 1994 | 1995 | 1996 | 1997 | 1998 | 1999 | 2000 | 2001 | 2002 | 2003 | 2004 | 2005 | 2006 | 2007 | 2008 | 2009 | 2010 | 2011 | 2012 | 2013 | 2014 | 2015 | 2016 | 2017 | 2018 | 2019 | 2020 | 2021 | 2022 | 2023 | 2024 |
| ---- | ---- | ---- | ---- | ---- | ---- | ---- | ---- | ---- | ---- | ---- | ---- | ---- | ---- | ---- | ---- | ---- | ---- | ---- | ---- | ---- | ---- | ---- | ---- | ---- | ---- | ---- | ---- | ---- | ---- | ---- | ---- |
| 5    | 2    | 4    | 8    | 11   | 15   | 4    | 7    | 7    | 3    | 3    | 5    | 5    | 12   | 4    | 1    | 1    | 1    | 1    | 1    | 1    | 9    | 3    | 10   | 6    | 9    | 8    | 6    | 7    | 10   | 8    | 3    |

### Grootste overwinningen
Scores vanaf 5-0
| Beste Resultaten van Spanje | Beste Resultaten van Spanje | Beste Resultaten van Spanje | Beste Resultaten van Spanje | Beste Resultaten van Spanje | Beste Resultaten van Spanje | Beste Resultaten van Spanje |
|                             | Datum                       | Wedstrijd                   | Ronde                       | Resultaat                   | Verschil                    |                             |
| --------------------------- | --------------------------- | --------------------------- | --------------------------- | --------------------------- | --------------------------- | --------------------------- |
| 1                           | 21 mei 1933                 | Spanje – Bulgarije          | Vriendschappelijk           | 13 – 0                      | +13                         |                             |
| 2                           | 21 december 1983            | Spanje – Malta              | EK 1984 kwalificatie        | 12 – 1                      | +11                         |                             |
| 3                           | 20 juni 2013                | Spanje – Tahiti             | Confederations Cup 2013     | 10 – 0                      | +10                         |                             |
| 4                           | 11 maart 1934               | Spanje – Portugal           | WK 1934 kwalificatie        | 9 – 0                       | +9                          |                             |
| 4                           | 19 december 1990            | Spanje – Albanië            | EK 1992 kwalificatie        | 9 – 0                       | +9                          |                             |
| 4                           | 27 maart 1999               | Spanje – Oostenrijk         | EK 2000 kwalificatie        | 9 – 0                       | +9                          |                             |
| 4                           | 5 juni 1999                 | Spanje - San Marino         | EK 2000 kwalificatie        | 9 – 0                       | +9                          |                             |
| 8                           | 8 september 1999            | Spanje – Cyprus             | EK 2000 kwalificatie        | 8 – 0                       | +8                          |                             |
| 8                           | 5 september 2016            | Spanje – Liechtenstein      | WK 2018 kwalificatie        | 8 – 0                       | +8                          |                             |
| 8                           | 5 september 2017            | Spanje – Liechtenstein      | WK 2018 kwalificatie        | 8 – 0                       | +8                          |                             |
| 11                          | 14 april 1929               | Spanje – Frankrijk          | Vriendschappelijk           | 8 – 1                       | +7                          |                             |
| 11                          | 24 november 1971            | Spanje – Cyprus             | EK 1972 kwalificatie        | 7 – 0                       | +7                          |                             |
| 11                          | 15 november 2019            | Spanje – Malta              | EK 2020 kwalificatie        | 7 – 0                       | +7                          |                             |
| 11                          | 23 november 2022            | Spanje – Costa Rica         | WK 2022                     | 7 – 0                       | +7                          |                             |
| 15                          | 30 mei 1928                 | Spanje – Mexico             | Olympische spelen 1928      | 7 – 1                       | +6                          |                             |
| 15                          | 8 september 2023            | - Spanje                    | EK 2024 kwalificatie        | 7 – 1                       | +6                          |                             |
| 15                          | 1 juni 1952                 | Spanje – Ierland            | Vriendschappelijk           | 6 – 0                       | +6                          |                             |
| 15                          | 1 november 1952             | Spanje – Roemenië           | EK 1964 kwalificatie        | 6 – 0                       | +6                          |                             |
| 15                          | 15 oktober 1969             | Spanje – Finland            | WK 1970 kwalificatie        | 6 – 0                       | +6                          |                             |
| 15                          | 6 september 1995            | Spanje – Cyprus             | EK 1996 kwalificatie        | 6 – 0                       | +6                          |                             |
| 15                          | 31 maart 1999               | Spanje – San Marino         | EK 2000 kwalificatie        | 6 – 0                       | +6                          |                             |
| 15                          | 12 oktober 2005             | Spanje – San Marino         | WK 2006 kwalificatie        | 6 – 0                       | +6                          |                             |
| 15                          | 9 juni 2009                 | Spanje – Azerbeidzjan       | Vriendschappelijk           | 6 – 0                       | +6                          |                             |
| 15                          | 8 juni 2010                 | Spanje – Polen              | Vriendschappelijk           | 6 – 0                       | +6                          |                             |
| 15                          | 6 september 2011            | Spanje – Liechtenstein      | EK 2012 kwalificatie        | 6 – 0                       | +6                          |                             |
| 15                          | 11 september 2018           | Spanje – Kroatië            | UEFA Nations League         | 6 – 0                       | +6                          |                             |
| 15                          | 17 november 2020            | Spanje – Duitsland          | UEFA Nations League         | 6 – 0                       | +6                          |                             |
| 15                          | 12 september 2011           | Spanje – Cyprus             | EK 2024 kwalificatie        | 6 – 0                       | +6                          |                             |
| 29                          | 27 maart 2018               | Spanje – Argentinië         | Vriendschappelijk           | 6 – 1                       | +5                          |                             |
| 29                          | 5 september 2009            | Spanje – België             | WK 2010 kwalificatie        | 5 – 0                       | +5                          |                             |
| 29                          | 11 november 2017            | Spanje – Costa Rica         | Vriendschappelijk           | 5 – 0                       | +5                          |                             |
| 29                          | 18 november 2019            | Spanje – Roemenië           | EK 2020 kwalificatie        | 5 – 0                       | +5                          |                             |
| 29                          | 23 juni 2021                | Spanje – Slowakije          | EK 2020                     | 5 – 0                       | +5                          |                             |
| 29                          | 29 maart 2022               | Spanje – IJsland            | Vriendschappelijk           | 5 – 0                       | +5                          |                             |

### Grootste nederlagen
Scores vanaf 1-5
| Slechtste resultaten van Spanje | Slechtste resultaten van Spanje | Slechtste resultaten van Spanje | Slechtste resultaten van Spanje    | Slechtste resultaten van Spanje | Slechtste resultaten van Spanje | Slechtste resultaten van Spanje |
|                                 | Datum                           | Wedstrijd                       | Ronde                              | Resultaat                       | Verschil                        |                                 |
| ------------------------------- | ------------------------------- | ------------------------------- | ---------------------------------- | ------------------------------- | ------------------------------- | ------------------------------- |
| 1                               | 4 juni 1928                     | Spanje – Italië                 | Kwartfinale Olympische Spelen 1928 | 1 – 7                           | –6                              |                                 |
| 1                               | 9 december 1931                 | Spanje – Engeland               | Vriendschappelijk                  | 1 – 7                           | –6                              |                                 |
| 3                               | 13 juli 1950                    | Spanje – Brazilië               | WK 1950 Eindronde                  | 1 – 6                           | −5                              |                                 |
| 4                               | 13 juni 1963                    | Spanje – Schotland              | Vriendschappelijk                  | 2 – 6                           | −4                              |                                 |
| 5                               | 13 juni 2014                    | Spanje – Nederland              | WK 2014 Groepsfase                 | 1 – 5                           | −4                              |                                 |

## Spelersrecords
- Bijgewerkt tot en met 12 juli 2024.

### Meeste interlands

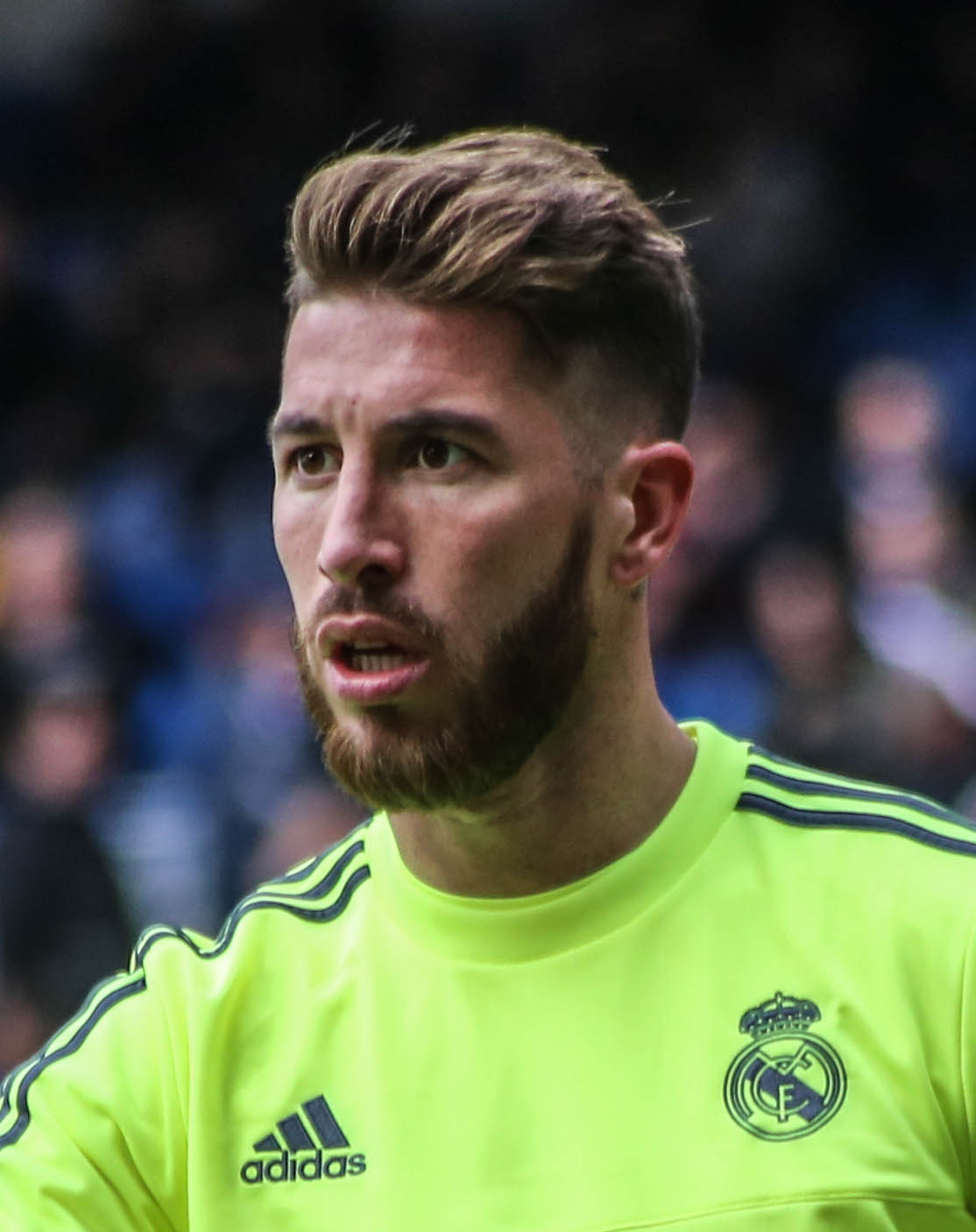
Sergio Ramos is de speler met de meeste interlands voor het Spaanse elftal.

|    | Naam               | Carrière  | Interlands | Doelpunten |
| -- | ------------------ | --------- | ---------- | ---------- |
| 1  | Sergio Ramos       | 2005–2021 | 180        | 23         |
| 2  | Iker Casillas      | 2000–2016 | 167        | 0          |
| 3  | Sergio Busquets    | 2009–2022 | 143        | 2          |
| 4  | Xavi               | 2000–2014 | 133        | 12         |
| 5  | Andrés Iniesta     | 2006–2018 | 131        | 13         |
| 6  | Andoni Zubizarreta | 1985–1998 | 126        | 0          |
| 7  | David Silva        | 2006–2018 | 125        | 35         |
| 8  | Xabi Alonso        | 2003–2014 | 114        | 16         |
| 9  | Fernando Torres    | 2003–2014 | 110        | 38         |
| 9  | Cesc Fàbregas      | 2006–2016 | 110        | 15         |
| 11 | Gerard Piqué       | 2009–2018 | 102        | 5          |
| 11 | Raúl               | 1996–2006 | 102        | 44         |
| 13 | Carles Puyol       | 2000–2013 | 100        | 3          |
| 14 | David Villa        | 2005–2017 | 98         | 59         |
| 15 | Fernando Hierro    | 1989–2002 | 89         | 29         |

### Meeste doelpunten
|   | Naam                | Carrière   | Doelpunten | Interlands | Doelpunt/wedstrijd |
| - | ------------------- | ---------- | ---------- | ---------- | ------------------ |
| 1 | David Villa         | 2005–2014  | 59         | 98         | 0,60               |
| 2 | Raúl                | 1996–2006  | 44         | 102        | 0,43               |
| 3 | Fernando Torres     | 2003–2014  | 38         | 110        | 0,35               |
| 4 | Álvaro Morata       | 2014-heden | 36         | 80         | 0,45               |
| 5 | David Silva         | 2006–2018  | 35         | 125        | 0,28               |
| 6 | Fernando Hierro     | 1989–2002  | 29         | 89         | 0,33               |
| 7 | Fernando Morientes  | 1998–2007  | 27         | 47         | 0,57               |
| 8 | Emilio Butragueño   | 1984–1992  | 26         | 69         | 0,38               |
| 9 | Alfredo Di Stéfano† | 1957–1961  | 23         | 31         | 0,74               |
| 9 | Sergio Ramos        | 2005–2021  | 23         | 180        | 0,13               |

## Huidige selectie
De volgende spelers maken deel uit van de selectie voor het EK 2024.
Interlands en doelpunten bijgewerkt tot en met de gewonnen finale tegen  Engeland op 14 juli 2024.
| Nr          | Naam               | Wed. | Dlpnt. | Club                |
| ----------- | ------------------ | ---- | ------ | ------------------- |
| Doel        |                    |      |        |                     |
| 23          | Unai Simón         | 46   | 0      | Athletic Bilbao     |
| 1           | David Raya         | 6    | 0      | Arsenal             |
| 13          | Álex Remiro        | 1    | 0      | Real Sociedad       |
| Verdediging |                    |      |        |                     |
| 22          | Jesús Navas        | 56   | 5      | Sevilla             |
| 2           | Dani Carvajal      | 49   | 1      | Real Madrid         |
| 14          | Aymeric Laporte    | 35   | 1      | Al-Nassr            |
| 4           | Nacho Fernández    | 29   | 1      | Al-Qadisya          |
| 3           | Robin Le Normand   | 17   | 1      | Real Sociedad       |
| 24          | Marc Cucurella     | 10   | 0      | Chelsea             |
| 12          | Alejandro Grimaldo | 6    | 0      | Bayer Leverkusen    |
| 5           | Daniel Vivian      | 4    | 0      | Athletic Bilbao     |
| Middenveld  |                    |      |        |                     |
| 16          | Rodri              | 56   | 4      | Manchester City     |
| 10          | Dani Olmo          | 39   | 11     | RB Leipzig          |
| 8           | Fabián Ruiz        | 29   | 4      | Paris Saint-Germain |
| 6           | Mikel Merino       | 28   | 2      | Real Sociedad       |
| 20          | Pedri              | 24   | 2      | FC Barcelona        |
| 18          | Martín Zubimendi   | 10   | 0      | Real Sociedad       |
| 15          | Álex Baena         | 5    | 1      | Villarreal          |
| 25          | Fermín López       | 2    | 0      | FC Barcelona        |
| Aanval      |                    |      |        |                     |
| 7           | Álvaro Morata      | 80   | 36     | Atlético Madrid     |
| 11          | Ferran Torres      | 46   | 20     | FC Barcelona        |
| 21          | Mikel Oyarzabal    | 37   | 12     | Real Sociedad       |
| 17          | Nico Williams      | 20   | 4      | Athletic Club       |
| 19          | Lamine Yamal       | 14   | 3      | FC Barcelona        |
| 9           | Joselu             | 13   | 5      | Real Madrid         |
| 26          | Ayoze Pérez        | 2    | 1      | Real Betis          |

## Bondscoaches
| Naam                | Functie           |
| ------------------- | ----------------- |
| Technische staf     |                   |
| Luis de la Fuente   | Bondscoach        |
| Pablo Amo           | Assistent-trainer |
| Miguel Ángel España | Keeperstrainer    |

## Thuisstadion
Het Spaanse elftal heeft geen vast thuisstadion, al worden tegenwoordig veel belangrijke kwalificatiewedstrijden in het Santiago Bernabéu Stadion in Madrid gespeeld. Dit is het stadion van Real Madrid, met een capaciteit van 85.454 zitplaatsen. Andere veel gebruikte stadions zijn: Vicente Calderón eveneens in Madrid. Mestalla in Valencia en Estadio Sánchez Pizjuán in Sevilla. Spanje is ongeslagen in het stadion Vicente Calderón. Vroeger werden bijna alle kwalificatiewedstrijden gespeeld in Sevilla. Vanaf 1996 is daar een einde aan gekomen.
De vriendschappelijke wedstrijden en kwalificatiewedstrijden tegen minder sterke ploegen worden door het hele land gespeeld. Er wordt geprobeerd om alle voetbalsteden in Spanje af te wisselen, zodat er uiteindelijk overal weleens wordt gespeeld. Zelfs op de Canarische Eilanden en de Balearen zijn wedstrijden gespeeld. In de kwalificatie voor het WK van 2010 speelde Spanje in Murcia, Albacete, Madrid, A Coruña en Merida. In de kwalificatie voor het EK van 2012 werd gespeeld in Logroño, Salamanca, Granada en Alicante.
Ook in Camp Nou, het stadion van FC Barcelona, zijn wedstrijden gespeeld. Al worden de stadions in Catalonië minder gebruikt door de afkeer naar Spanje door een deel van de Catalaanse bevolking. In het verleden waren er bij een wedstrijd van het Spaanse elftal spandoeken te zien met de tekst: Catalonië is geen Spanje. Ook de stadions in het Baskenland en in Navarra worden weinig gebruikt. Camp Nou is het grootste stadion van Europa met 99.786 zitplaatsen. Ter vergelijking, er is in dit stadion plek voor evenveel mensen als er in de Nederlandse stad Delft wonen.
De Koninklijke Spaanse Voetbalbond de RFEF heeft in 2003 een voetbalcomplex van 12 hectare in de stad Las Rozas vlak bij de hoofdstad Madrid laten aanleggen. De naam is Ciudad del Fútbol de Las Rozas(Voetbalstad van Las Rozas). Het is een modern sportcomplex met alle faciliteiten die nodig zijn voor het Spaanse elftal en de jeugdelftallen. Ook is hier het hoofdkantoor van de Spaanse Voetbalbond. Naast kantoren zijn er 5 voetbalvelden van verschillende groottes en ondergronden, een overdekte arena voor verschillende doeleinden, een persruimte, een fitnessruimte, medische faciliteiten, een residentie voor de spelers met een zwembad, een opleidingsruimte, een sociale ruimte, het museum van het Spaanse elftal en nog vele andere faciliteiten.
De twee zuidelijke voetbalvelden, waarvan een van natuurlijk gras en een van kunstgras, hebben overdekte tribunes met elk een capaciteit van circa 1.400 toeschouwers. Hier worden regelmatig toernooien gehouden, waaronder kort geleden een jeugdtoernooi van de UEFA voor dames.

## Bekende (oud-)spelers
- Luis Aragonés
- Santiago Bernabéu
- Emilio Butragueño
- Iker Casillas
- Santi Cazorla
- Luis Enrique
- Cesc Fàbregas
- Abelardo Fernández
- Albert Ferrer
- Francisco Gento
- Raúl González
- Josep Guardiola
- Julen Guerrero
- Xavi Hernández
- Fernando Hierro
- Andrés Iniesta
- Ladislao Kubala
- Carlos Marchena
- Fernando Morientes
- Gaizka Mendieta
- Miguel Ángel Nadal
- Ferenc Puskás
- Carles Puyol
- Sergio Ramos
- Alfredo Di Stéfano
- Luis Suárez
- Fernando Torres
- David Villa
- Ricardo Zamora
- Telmo Zarra
- Andoni Zubizarreta
- Gerard Piqué